# شب‌های مافیا
شب‌های مافیا (از فصل پنجم شب‌های مافیا: زودیاک) یک مجموعهٔ نمایش خانگی ایرانی است که به کارگردانی سعید ابوطالب (فصل اول تا چهارم) و محمدرضا رضائیان (از فصل پنجم) و بر اساس بازی مافیا ساخته شده است. در هر رقابت از این مجموعه، ۱۲ شرکت‌کننده از میان بازیگران سینما و تلویزیون و سایر افراد مشهور به بازی دعوت می‌شوند و به اتفاق برگزارکنندهٔ برنامه، بازی را به صورت واقعی و بدون دخالت گروه کارگردانی انجام می‌دهند. نخستین قسمت این برنامه ۲۷ آبان ۱۳۹۹ در پلتفرم فیلیمو منتشر شد.

## اطلاعات و قوانین کلی

### نحوه برگزاری
در بازی شب‌های مافیا بازیکن‌ها به دو دسته اکثریت شهروند و اقلیت مافیا تقسیم می‌شوند. نقش‌هایی که از ابتدا جز صاحب نقش و گرداننده از نقش‌های دیگران مطلع نیست، گرچه گروه مافیا در شب اول یکدیگر را می‌شناسند. هدف شهروندان در دست گرفتن شهر و پاکسازی از مافیاست و پیروزی شهروندان است. بازی در ۲ بخش شب‌ها و روزهای متوالی انجام می‌شود.
روزها همه نقش شهروند را بازی می‌کنند و در فرایند اتهام‌زنی دفاع و رای‌گیری تلاش می‌کنند مافیا را کشف و با اکثریت آرا از شهر بیرون نماید. پس روزها نقش واقعی هر کس نباید دیده شود و بازیکنان فقط سعی بر متهم کردن مافیا واقعی و دفاع از خود دارند. در روز نقش گنجی در جیب بازیکن است. دانستن آن توسط بازیکن دیگر یا فهمیدن نقش دیگری در شب با تقلب یا هر گونه اطلاق نقش، بازی را بی‌هدف می‌کند و باعث اخراج بازیکن توسط گرداننده می‌شود. در گفتگوهای روز نقش برای هیچ‌کس اهمیت ندارد، و فقط تعیین گروه شهروندی یا مافیایی در کلمات و رفتارهای بازیکنان حائز اهمیت است. هر روز پس گفتگو با راُی‌گیری دور اول بازیکنانی که بیشترین راُی اتهام را دریافت کرده‌اند از خود دفاع می‌کنند، و با راُی‌گیری دور دوم که در خواب نیمروزی و چشمان بسته انجام می‌شود یک نفر از بازی خارج می‌شود. در دور دوم راُی‌گیری هر کس یک انتخاب دارد.
در بخش شب به فرمان گرداننده گروه مافیا از خواب بیدار شده و به صورت پنهانی لحظاتی را به مشورت می‌نشینند، که کدام شهروند را مورد هدف قرار دهند. پس از آن گرداننده برخی شهروندان نیز برای اجرای نقش‌های شب خود بیدار می‌کند.

### قوانین رای‌گیری
پس از اتمام بحث هر روز، رای‌گیری دور اول آغاز برای تمام بازیکنان حاضر انجام می‌شود، و در پایان بازیکنانی که رأی حداقل نیمی از افراد حاضر را دریافت کنند وارد دفاعیه می‌شوند. پس از ارائه دفاعیه، رای‌گیری دور دوم با چشمان باز (در صورت حضور تنها یک نفر در دفاعیه) یا با چشمان بسته (در صورت حضور بیش از یک نفر در دفاعیه) انجام می‌شود. بازیکنان حاضر در دفاعیه حق رای ندارند.
در پایان رای‌گیری دور دوم بازیکنی که حداقل نیمی از آرا را کسب کرده باشد (در صورت حضور تنها یک‌نفر در دفاعیه) یا بیشترین رای را دریافت کرده باشد (در صورت حضور بیش از یک‌نفر در دفاعیه)، از بازی خارج می‌شود. در صورت تساوی رای دو بازیکن، کار به قرعه مرگ می‌کشد و بازیکنی که کارت تیک سبز را بردارد در بازی می‌ماند و بازیکن دیگر خارج می‌شود.

### نقش‌ها

#### گروه شهروندان
- شهردار (فصل ۱–۴) : فقط یک بار در طول بازی و در صورت حضور حداقل دو بازیکن در دفاعیه و عدم حضور خود او در دفاعیه، می‌تواند دور دوم رأی‌گیری را ملغی و از خروج یک بازیکن جلوگیری نماید. یا حکم خروج مستقیم به یکی از افراد حاضر در دفاعیه دهد.
- دکتر شهر (فصل ۱–۶) : هر شب می‌تواند جان یک نفر را از شلیک شب نجات دهد. او جان خودش را فقط یک بار می‌تواند نجات دهد.
- روان‌پزشک (فصل ۱–۴) : دو بار در طول بازی می‌تواند قدرت مکالمه بازیکنی را بابت روان درمانی از او بگیرد.
- کارآگاه (فصل ۱–۶) : هر شب می‌تواند استعلام یک نفر را از گرداننده برای تعیین وضعیت شهروند یا مافیا بگیرد. اگر جوکر بازیکنی را انتخاب کرده باشد، استعلام او برعکس می‌شود. البته رئیس مافیا همیشه به او شهروند معرفی می‌شود.
- حرفه‌ای (فصل ۱–۶) : دو مرتبه در طول شب می‌تواند به یک مافیا شلیک کند. اما با شلیک اشتباه به شهروندان، خودش از بازی خارج می‌شود.
- جان‌سخت (فصل ۱–۴) : با شلیک اول از سوی مافیا کشته نمی‌شود و البته از شلیک اول نیز بی‌خبر است. گرفتن استعلام نفرات خارج شده از بازی به عهده اوست. او دوبار می‌تواند استعلام وضعیت بگیرد.
- فروشنده (فصل ۳–۴) : یک بار در طول بازی می‌تواند توانایی یک فرد را برای کل بازی از وی بگیرد. کسی که انتخاب فروشنده بوده، فردای همان روز توسط راوی اعلام می‌شود.
- شهروند ساده (فصل ۱–۶) : قابلیت منحصر به فردی در شب ندارد و مهم‌ترین مشارکت وی در بخش روز و رأی‌گیری است.
- خوابگرد (فصل ۴) : خوابگرد اولین نفر بیدار شده و یک بار در طول شب می‌تواند در ازای اینکه کل گروه مافیا شب نتوانند کاری انجام دهند، خود را فدا می‌کند و در فردای آن شب از بازی خارج می‌شود.
- تفنگ‌دار (فصل ۵–۶) : دو تا تفنگ با تیرهای مشقی و یک تفنگ با تیر جنگی دارد. تفنگ‌دار خودش امکان شلیک ندارد و می‌تواند اسلحه را در شب در اختیار دیگر بازیکنان قرار دهد. بازیکنی که اسلحه را از تفنگ‌دار گرفته است، در طول روز بعد می‌تواند از استفاده کند.
- محافظ (فصل ۵–۶) : در طول روز وقتی که بمب‌گذاری صورت می‌گیرد؛ او می‌تواند خودش را فدای کسی کند که بمب در مقابلش قرار گرفته است. بدین ترتیب محافظ در هنگام خواب نیم‌روزی کد خنثی سازی را حدس می‌زند، و تنها در صورت تشخیص درست در بازی می‌ماند.
- اوشن (فصل ۵–۶) : نقش شهروند آگاه را بازی می‌کند، و دو بار در طول بازی می‌تواند به هنگام شب شهروندانی را بیدار کند و این بازیکنان با چشم باز در طول شب با هم مشورت کنند. وی اگر به اشتباه یکی از اعضای مافیا یا زودیاک را بیدار کند، از بازی خارج می‌شود.

#### گروه مافیا
- پدرخوانده یا آل‌کاپون (فصل ۱–۶) : استعلام پدرخوانده برای کارآگاه همیشه شهروند است. و تعیین شلیک شب از طرف گروه مافیا به عهده اوست.
- دکتر لکتر (فصل ۱–۴) : هرشب می‌تواند یک نفر را از شلیک حرفه‌ای نجات دهد. لکتر جان خودش را فقط یک بار می‌تواند نجات دهد.
- جوکر (فصل ۲–۴) : هر شب می‌تواند یکی از اعضای مافیا یا شهروندان را انتخاب کند تا در آن شب استعلام آن فرد برای کارآگاه برعکس شود. او فقط یکبار می‌تواند خودش را انتخاب کند. جوکر نمی‌تواند برای دو شب متوالی بازیکنی را انتخاب کند.
- مافیای ساده (فصل ۱–۴) : از اعضای مافیا که در شب با همراهی خود به پدرخوانده، دکتر لکتر و جوکر گروه مشورت می‌دهد.
- بادیگارد (فصل ۴) : او بار اول از شلیک شب آسیبی نمی‌بیند؛ همچنین تا زمانی که در بازی باشد، شلیک شب بر روی پدرخوانده تأثیری ندارد. و اگر تیری به سمت پدرخوانده شلیک شد به سمت بادیگارد می‌رود.
- بمب‌گذار (فصل ۵–۶) : یکبار در طول بازی اجازه بمب‌گذاری در شهر را دارد. بمب ۴ تا سیم دارد که با ۳ سیم بمب منفجر می‌شود و با یک سیم خنثی می‌شود. هنگام بمب‌گذاری یک کد از بین عدد ۱ تا ۴ شده توسط بمب‌گذار به گرداننده گفته می‌شود. و کسی که بمب روبرویش هست، فقط در صورتی که بتواند کد را درست حدس بزند؛ در بازی می‌ماند.
- شعبده‌باز (فصل ۵–۶) : قابلیت این را دارد که هر شب یکی از اعضای شهر را با مشورت دیگر اعضای تیم مافیا انتخاب کرده و قابلیت بازیکن را از او بگیرد.

#### گروه مستقل
- زودیاک (فصل ۵–۶) : به تنهایی به جنگ شهروندان و مافیا می‌رود و می‌تواند به عنوان یک تیم مستقل در پایان بازی برنده بازی شود. وی در شب‌های زوج می‌تواند به شهروندان یا اعضای مافیا شلیک کند، و یک نفر را از بازی بیرون کند. او با شلیک شب کشته نمی‌شود و تنها با بمب‌گذاری، رای‌گیری یا با شلیک تفنگ گرفته شده از تفنگ‌دار در روز از بازی بیرون می‌رود. زودیاک اگر در شب به نقش محافظ شلیک کند، خودش کشته می‌شود.
- حامد آهنگی که دید تقلب دارد ایجاد می‌شود از مافیا آمد بیرون و دیگر در بازی حاضر نشد

### کارت‌های حرکت آخر
مسیر سبز (فصل ۱–۴) : بازیکن در حال ترک بازی با داشتن این کارت می‌تواند یک بازیکن را در مسیر سبز آن روز قرار دهد، که تحت هر اتهامی در دفاعی قرار نگیرد.
فرش قرمز (فصل ۱–۴) : بازیکن در حال ترک بازی با داشتن این کارت بازیکنی را متهم می‌کند و فرش قرمزی برای قرار گرفتن در دفاعی پایان روز برایش پهن می‌کند، تا در هر شرایطی به دفاعیه وارد شود.
ذهن زیبا (فصل ۱–۴) : بازیکن در حال ترک بازی با داشتن این کارت باید از ذهن خود استفاده کند و یک نقش از نقش‌هایی که در روند بازی اعلام نشده را بر مبنای حدس برملا، و در صورت تأیید صحت این افشاگری توسط گرداننده می‌تواند به بازی برگردد. در صورتی که فرد بیرون رفته عضو مافیا باشد، فقط می‌تواند نقش شهروندان را حدس بزند.
بی‌خوابی (فصل ۱–۴) : امشب کسی نمی‌خوابد، زد و خوردی وجود ندارد و کسی کشته نمی‌شود. مستقیم به روز بعد می‌رویم، احتمالاً بازیکن‌ها خسته و خواب آلود به متهم کردن یا حمایت از یکدیگر خواهند پرداخت.
سرگیجه (فصل ۱–۴) : بازیکن در حال ترک بازی یک نفر را انتخاب کرده و آن طرف در آن روز هیچ رایی شمرده نمی‌شود و باعث سرگیجه می‌شود. در سری چهارم شب‌های مافیا کارت سرگیجه دچار تغییرات شد، به این صورت که بازیکن در حال ترک بازی و در موقع شب شخصی را به گرداننده نشان می‌دهد و آن شخص تا ۲۴ ساعت بعد اگر قابلیتی در شب یا نیم روز داشته باشد، قابلیتش اعمال نمی‌شود و تا ۲۴ ساعت بعد در روز بدون آنکه متوجه شود رای او مورد محاسبه قرار نمی‌گیرد.
شلیک نهایی (فصل ۱–۴) : بازیکن در حال ترک بازی با داشتن این کارت به بازداشتی موقت می‌رود و بعد از رأی‌گیری دور دوم برخواهد گشت و به جای مافیا شلیک شب را به انتخاب خودش انجام خواهد داد. دکتر می‌تواند کشته را سیو کند و همه قوانین شب اجرا می‌شود.

## شرکت‌کنندگان و نتایج

### فصل اول

#### گروه اول
| شرکت‌کننده         | قسمت اول    | قسمت دوم    | قسمت سوم    | عملکرد فردی                 |
| شرکت‌کننده         | نقش         | نقش         | نقش         | عملکرد فردی                 |
| ----------------- | ----------- | ----------- | ----------- | --------------------------- |
| حامد آهنگی        | دکتر شهر    | حرفه‌ای      | دکتر لکتر   | ۳ برد                       |
| بیژن بنفشه‌خواه    | شهروند ساده | مافیای ساده | شهردار      | ۱ برد، ۲ باخت               |
| هومن حاجی‌عبداللهی | حرفه‌ای      | کارآگاه     | جان‌سخت      | ۲ برد، ۱ باخت               |
| کاوه خداشناس      | دکتر لکتر   | روان‌پزشک    | مافیای ساده | ۲ برد، ۱ باخت               |
| رضا شفیعی‌جم       | مافیای ساده | شهروند ساده | روان‌پزشک    | ۱ برد، ۲ باخت               |
| عماد طالب‌زاده     | شهردار      | دکتر لکتر   | دکتر شهر    | ۱ برد، ۲ باخت               |
| بهرنگ علوی        | روان‌پزشک    | پدرخوانده   | حرفه‌ای      | ۱ برد، ۲ باخت               |
| هادی کاظمی        | کارآگاه     | جان‌سخت      | پدرخوانده   | ۳ برد                       |
| میرطاهر مظلومی    | شهروند ساده | مافیای ساده | شهروند ساده | ۱ برد، ۲ باخت               |
| سید جواد هاشمی    | مافیای ساده | شهردار      | کارآگاه     | ۱ برد، ۲ باخت               |
| محمدرضا هدایتی    | پدرخوانده   | شهروند ساده | شهروند ساده | ۱ برد، ۲ باخت               |
| مجید واشقانی      | جان‌سخت      | دکتر شهر    | مافیای ساده | ۳ برد                       |
| برنده مسابقه      | گروه شهروند | گروه شهروند | گروه مافیا  | گرداننده: محمدرضا علیمردانی |

#### گروه دوم
| شرکت‌کننده       | قسمت اول    | قسمت دوم    | قسمت سوم    | عملکرد فردی                 |
| شرکت‌کننده       | نقش         | نقش         | نقش         | عملکرد فردی                 |
| --------------- | ----------- | ----------- | ----------- | --------------------------- |
| نسیم ادبی       | جان‌سخت      | جان‌سخت      | حرفه‌ای      | ۱ برد، ۲ باخت               |
| سمانه پاکدل     | مافیای ساده | دکتر شهر    | کارآگاه     | ۳ باخت                      |
| آزیتا ترکاشوند  | حرفه‌ای      | دکتر لکتر   | دکتر شهر    | ۲ برد، ۱ باخت               |
| سیما تیرانداز   | دکتر شهر    | پدرخوانده   | مافیای ساده | ۳ برد                       |
| خاطره حاتمی     | مافیای ساده | شهروند ساده | روان‌پزشک    | ۳ باخت                      |
| سمیرا حسن‌پور    | پدرخوانده   | مافیای ساده | شهروند ساده | ۱ برد، ۲ باخت               |
| شقایق دهقان     | شهروند ساده | شهردار      | جان‌سخت      | ۱ برد، ۲ باخت               |
| شبنم فرشادجو    | کارآگاه     | کارآگاه     | پدرخوانده   | ۲ برد، ۱ باخت               |
| شهرزاد کمال‌زاده | شهردار      | روان‌پزشک    | دکتر لکتر   | ۲ برد، ۱ باخت               |
| مریم مؤمن       | دکتر لکتر   | حرفه‌ای      | شهروند ساده | ۳ باخت                      |
| رؤیا میرعلمی    | شهروند ساده | مافیای ساده | شهردار      | ۲ برد، ۱ باخت               |
| گلوریا هاردی    | روان‌پزشک    | شهروند ساده | مافیای ساده | ۲ برد، ۱ باخت               |
| برنده مسابقه    | گروه شهروند | گروه مافیا  | گروه مافیا  | گرداننده: محمدرضا علیمردانی |

#### گروه سوم
| شرکت‌کننده        | قسمت اول    | قسمت دوم    | قسمت سوم    | عملکرد فردی                 |
| شرکت‌کننده        | نقش         | نقش         | نقش         | عملکرد فردی                 |
| ---------------- | ----------- | ----------- | ----------- | --------------------------- |
| هومن برق‌نورد     | شهروند ساده | مافیای ساده | روان‌پزشک    | ۱ برد، ۲ باخت               |
| بهنام تشکر       | شهردار      | حرفه‌ای      | پدرخوانده   | ۱ برد، ۲ باخت               |
| کامران تفتی      | کارآگاه     | شهروند ساده | مافیای ساده | ۱ برد، ۲ باخت               |
| امید حاجیلی      | پدرخوانده   | پدرخوانده   | شهروند ساده | ۲ برد، ۱ باخت               |
| نیما رئیسی       | شهروند ساده | روان‌پزشک    | شهردار      | ۳ باخت                      |
| امیرمهدی ژوله    | دکتر لکتر   | دکتر شهر    | حرفه‌ای      | ۱ برد، ۲ باخت               |
| شهاب عباسی       | دکتر شهر    | مافیای ساده | کاراگاه     | ۱ برد، ۲ باخت               |
| امیر کربلایی‌زاده | جان‌سخت      | شهردار      | دکتر لکتر   | ۱ برد، ۲ باخت               |
| احسان کریمی      | مافیای ساده | جان‌سخت      | شهروند ساده | ۱ برد، ۲ باخت               |
| مهدی کوشکی       | حرفه‌ای      | کاراگاه     | مافیای ساده | ۱ برد، ۲ باخت               |
| حسین مهری        | روان‌پزشک    | دکتر لکتر   | دکتر شهر    | ۱ برد، ۲ باخت               |
| رامین ناصرنصیر   | مافیای ساده | شهروند ساده | جان‌سخت      | ۱ برد، ۲ باخت               |
| برنده مسابقه     | گروه مافیا  | گروه مافیا  | گروه مافیا  | گرداننده: محمدرضا علیمردانی |

#### گروه چهارم (فینال)
| شرکت‌کننده       | قسمت اول    | قسمت دوم    | قسمت سوم    | عملکرد فردی                 |
| شرکت‌کننده       | نقش         | نقش         | نقش         | عملکرد فردی                 |
| --------------- | ----------- | ----------- | ----------- | --------------------------- |
| حامد آهنگی      | شهردار      | پدرخوانده   | دکتر شهر    | ۲ برد، ۱ باخت               |
| سمانه پاکدل     | دکتر لکتر   | جان‌سخت      | کاراگاه     | ۲ برد، ۱ باخت               |
| بهنام تشکر      | روان‌پزشک    | مافیای ساده | حرفه‌ای      | ۲ برد، ۱ باخت               |
| سیما تیرانداز   | شهروند ساده | دکتر لکتر   | مافیای ساده | ۱ برد، ۲ باخت               |
| امید حاجیلی     | شهروند ساده | شهروند ساده | مافیای ساده | ۲ برد، ۱ باخت               |
| امیرمهدی ژوله   | پدرخوانده   | روان‌پزشک    | شهردار      | ۲ برد، ۱ باخت               |
| هادی کاظمی      | کارآگاه     | حرفه‌ای      | دکتر لکتر   | ۲ برد، ۱ باخت               |
| شهرزاد کمال‌زاده | جان‌سخت      | مافیای ساده | شهروند ساده | ۲ برد، ۱ باخت               |
| حسین مهری       | حرفه‌ای      | شهروند ساده | پدرخوانده   | ۲ برد، ۱ باخت               |
| مریم مؤمن       | مافیای ساده | دکتر شهر    | جان‌سخت      | ۲ برد، ۱ باخت               |
| سید جواد هاشمی  | دکتر شهر    | کارآگاه     | روان‌پزشک    | ۳ برد                       |
| مجید واشقانی    | مافیای ساده | شهردار      | شهروند ساده | ۲ برد، ۱ باخت               |
| برنده مسابقه    | گروه شهروند | گروه شهروند | گروه شهروند | گرداننده: محمدرضا علیمردانی |

### فصل دوم

#### گروه اول
| شرکت‌کننده       | قسمت اول    | قسمت دوم    | قسمت سوم    | عملکرد فردی                 |
| شرکت‌کننده       | نقش         | نقش         | نقش         | عملکرد فردی                 |
| --------------- | ----------- | ----------- | ----------- | --------------------------- |
| حسین امیدی      | مافیای ساده | شهردار      | شهروند ساده | ۱ برد، ۲ باخت               |
| پژمان بازغی     | حرفه‌ای      | پدرخوانده   | جان‌سخت      | ۱ برد، ۲ باخت               |
| سروش جمشیدی     | شهردار      | حرفه‌ای      | شهردار      | ۳ باخت                      |
| فرزاد حسنی      | روان‌پزشک    | دکتر شهر    | دکتر لکتر   | ۱ برد، ۲ باخت               |
| جواد خواجوی     | مافیای ساده | شهروند ساده | حرفه‌ای      | ۱ برد، ۲ باخت               |
| رضا داوودنژاد   | دکتر لکتر   | شهروند ساده | شهروند ساده | ۱ برد، ۲ باخت               |
| نادر سلیمانی    | جان‌سخت      | کارآگاه     | روان‌پزشک    | ۳ باخت                      |
| نیما شاهرخ شاهی | کارآگاه     | مافیای ساده | پدرخوانده   | ۲ برد، ۱ باخت               |
| مهراب قاسم خانی | شهروند ساده | دکتر لکتر   | دکتر شهر    | ۱ برد، ۲ باخت               |
| فیروز کریمی     | پدرخوانده   | روان‌پزشک    | کارآگاه     | ۱ برد، ۲ باخت               |
| محمد نادری      | دکتر شهر    | جان‌سخت      | مافیای ساده | ۱ برد، ۲ باخت               |
| حامد همایون     | شهروند ساده | مافیای ساده | مافیای ساده | ۲ برد، ۱ باخت               |
| برنده مسابقه    | گروه مافیا  | گروه مافیا  | گروه مافیا  | گرداننده: محمدرضا علیمردانی |

#### گروه دوم
| شرکت‌کننده     | قسمت اول    | قسمت دوم    | قسمت سوم    | عملکرد فردی                 |
| شرکت‌کننده     | نقش         | نقش         | نقش         | عملکرد فردی                 |
| ------------- | ----------- | ----------- | ----------- | --------------------------- |
| مائده طهماسبی | پدرخوانده   | شهروند ساده | شهردار      | ۲ برد، ۱ باخت               |
| نسرین مقانلو  | کارآگاه     | مافیای ساده | روان‌پزشک    | ۲ برد، ۱ باخت               |
| نگار فروزنده  | شهروند ساده | دکتر لکتر   | مافیای ساده | ۱ برد، ۲ باخت               |
| آشا محرابی    | جان‌سخت      | کارآگاه     | حرفه‌ای      | ۱ برد، ۲ باخت               |
| فریبا نادری   | مافیای ساده | پدرخوانده   | کارآگاه     | ۳ برد                       |
| سولماز غنی    | روان‌پزشک    | شهردار      | دکتر لکتر   | ۳ باخت                      |
| سارا منجزی    | شهروند ساده | حرفه‌ای      | دکتر شهر    | ۱ برد، ۲ باخت               |
| حدیث فولادوند | دکتر لکتر   | جان‌سخت      | شهروند ساده | ۲ برد، ۱ باخت               |
| نفیسه روشن    | مافیای ساده | شهروند ساده | جان‌سخت      | ۲ برد، ۱ باخت               |
| سوگل طهماسبی  | شهردار      | دکتر شهر    | شهروند ساده | ۱ برد، ۲ باخت               |
| نیکی مظفری    | حرفه‌ای      | روان‌پزشک    | پدرخوانده   | ۳ باخت                      |
| ساغر قناعت    | دکتر شهر    | مافیای ساده | مافیای ساده | ۱ برد، ۲ باخت               |
| برنده مسابقه  | گروه مافیا  | گروه مافیا  | گروه شهروند | گرداننده: محمدرضا علیمردانی |

#### گروه سوم
| شرکت‌کننده        | قسمت اول    | قسمت دوم    | قسمت سوم    | عملکرد فردی                 |
| شرکت‌کننده        | نقش         | نقش         | نقش         | عملکرد فردی                 |
| ---------------- | ----------- | ----------- | ----------- | --------------------------- |
| علیرضا استادی    | دکتر شهر    | مافیای ساده | شهروند ساده | ۱ برد، ۲ باخت               |
| سپند امیرسلیمانی | کارآگاه     | شهروند ساده | مافیای ساده | ۱ برد، ۲ باخت               |
| یوسف تیموری      | دکتر لکتر   | جان‌سخت      | شهروند ساده | ۳ برد                       |
| سام درخشانی      | پدرخوانده   | شهروند ساده | روان‌پزشک    | ۳ برد                       |
| کامبیز دیرباز    | شهروند ساده | حرفه‌ای      | دکتر لکتر   | ۱ برد، ۲ باخت               |
| رامبد شکرآبی     | مافیای ساده | روان‌پزشک    | شهردار      | ۳ برد                       |
| خداداد عزیزی     | شهروند ساده | دکتر شهر    | جان‌سخت      | ۲ برد، ۱ باخت               |
| ارسلان قاسمی     | جان‌سخت      | مافیای ساده | حرفه‌ای      | ۱ برد، ۲ باخت               |
| شهرام قائدی      | حرفه‌ای      | دکتر لکتر   | کارآگاه     | ۱ برد، ۲ باخت               |
| مجید مظفری       | روان‌پزشک    | شهردار      | دکتر شهر    | ۲ برد، ۱ باخت               |
| محمد معتمدی      | مافیای ساده | کارآگاه     | پدرخوانده   | ۲ برد، ۱ باخت               |
| رحیم نوروزی      | شهردار      | پدرخوانده   | مافیای ساده | ۳ باخت                      |
| برنده مسابقه     | گروه مافیا  | گروه شهروند | گروه شهروند | گرداننده: محمدرضا علیمردانی |

#### گروه چهارم (فینال)
| شرکت‌کننده       | قسمت اول    | قسمت دوم    | قسمت سوم    | عملکرد فردی                 |
| شرکت‌کننده       | نقش         | نقش         | نقش         | عملکرد فردی                 |
| --------------- | ----------- | ----------- | ----------- | --------------------------- |
| حسین امیدی      | پدرخوانده   | شهروند ساده | شهروند ساده | ۲ برد، ۱ باخت               |
| فرزاد حسنی      | مافیای ساده | حرفه‌ای      | مافیای ساده | ۱ برد، ۲ باخت               |
| رضا داوودنژاد   | جان‌سخت      | دکتر لکتر   | شهردار      | ۲ برد، ۱ باخت               |
| سام درخشانی     | روان‌پزشک    | مافیای ساده | حرفه‌ای      | ۲ برد، ۱ باخت               |
| کامبیز دیرباز   | حرفه‌ای      | روان‌پزشک    | پدرخوانده   | ۲ برد، ۱ باخت               |
| نفیسه روشن      | شهروند ساده | کارآگاه     | جان‌سخت      | ۳ برد                       |
| نیما شاهرخ شاهی | کارآگاه     | پدرخوانده   | مافیای ساده | ۱ برد، ۲ باخت               |
| خداداد عزیزی    | شهردار      | دکتر شهر    | دکتر لکتر   | ۲ برد ۱ باخت                |
| ارسلان قاسمی    | دکتر لکتر   | جان‌سخت      | کارآگاه     | ۲ برد ۱ باخت                |
| آشا محرابی      | دکتر شهر    | مافیای ساده | دکتر شهر    | ۲ برد ۱ باخت                |
| سارا منجزی      | مافیای ساده | شهروند ساده | روان‌پزشک    | ۲ برد ۱ باخت                |
| فریبا نادری     | شهروند ساده | شهردار      | شهروند ساده | ۳ برد                       |
| برنده مسابقه    | گروه شهروند | گروه شهروند | گروه شهروند | گرداننده: محمدرضا علیمردانی |

گروه پنجم (فینال فینالیست‌ها)
| شرکت‌کننده      | قسمت اول    | قسمت دوم    | قسمت سوم    | عملکرد فردی                 |
| شرکت‌کننده      | نقش         | نقش         | نقش         | عملکرد فردی                 |
| -------------- | ----------- | ----------- | ----------- | --------------------------- |
| فرزاد حسنی     | شهردار      | پدرخوانده   | کارآگاه     | ۲ برد و ۱ باخت              |
| رضا داوودنژاد  | شهروند ساده | دکتر لکتر   | روان‌پزشک    | ۲ برد و ۱ باخت              |
| سام درخشانی    | جان‌سخت      | حرفه‌ای      | شهروند ساده | ۳ برد                       |
| کامبیز دیرباز  | پدرخوانده   | کارآگاه     | جان‌سخت      | ۲ برد و ۱ باخت              |
| امیرمهدی ژوله  | مافیای ساده | شهروند ساده | دکتر شهر    | ۲ برد و ۱ باخت              |
| خداداد عزیزی   | دکتر شهر    | شهروند ساده | حرفه‌ای      | ۳ برد                       |
| آشا محرابی     | کارآگاه     | جوکر        | شهروند ساده | ۲ برد و ۱ باخت              |
| سارا منجزی     | روان‌پزشک    | جان‌سخت      | شهردار      | ۳ برد                       |
| مریم مؤمن      | شهروند ساده | شهردار      | جوکر        | ۲ برد و ۱ باخت              |
| حسین مهری      | حرفه‌ای      | مافیای ساده | مافیای ساده | ۱ برد و ۲ باخت              |
| مجید واشقانی   | دکتر لکتر   | دکتر شهر    | پدرخوانده   | ۱ برد و ۲ باخت              |
| سید جواد هاشمی | جوکر        | روان‌پزشک    | دکتر لکتر   | ۱ برد و ۲ باخت              |
| برنده مسابقه   | گروه شهروند | گروه شهروند | گروه شهروند | گرداننده: محمدرضا علیمردانی |

### فصل سوم

#### گروه اول
| شرکت‌کننده           | قسمت اول    | قسمت دوم    | قسمت سوم    | عملکرد فردی             |
| شرکت‌کننده           | نقش         | نقش         | نقش         | عملکرد فردی             |
| ------------------- | ----------- | ----------- | ----------- | ----------------------- |
| برزو ارجمند         | مافیای ساده | شهردار      | مافیای ساده | ۳ باخت                  |
| پوریا پورسرخ        | کارآگاه     | مافیای ساده | دکتر لکتر   | ۲ برد، ۱ باخت           |
| رضا توکلی           | پدرخوانده   | روان‌پزشک    | شهروند ساده | ۱ برد، ۲ باخت           |
| رضا رفیع            | روان‌پزشک    | جان‌سخت      | مافیای ساده | ۱ برد، ۲ باخت           |
| امید روحانی         | دکتر شهر    | شهروند ساده | پدرخوانده   | ۱ برد، ۲ باخت           |
| علیرضا طلیسچی       | شهردار      | مافیای ساده | جان‌سخت      | ۳ برد                   |
| مهران غفوریان       | حرفه‌ای      | پدرخوانده   | کارآگاه     | ۳ برد                   |
| احسان کرمی          | جان‌سخت      | شهروند ساده | دکتر شهر    | ۲ برد، ۱ باخت           |
| فرزین محدث          | مافیای ساده | حرفه‌ای      | شهردار      | ۱ برد، ۲ باخت           |
| امیرعلی نبویان      | شهروند ساده | دکتر شهر    | حرفه‌ای      | ۲ برد، ۱ باخت           |
| علیرضا واحدی نیکبخت | شهروند ساده | دکتر لکتر   | روان‌پزشک    | ۳ برد                   |
| سیروس همتی          | دکتر لکتر   | کارآگاه     | شهروند ساده | ۱ برد، ۲ باخت           |
| برنده مسابقه        | گروه شهروند | گروه مافیا  | گروه شهروند | گرداننده: کامبیز دیرباز |

#### گروه دوم
| شرکت‌کننده      | قسمت اول    | قسمت دوم    | قسمت سوم    | عملکرد فردی             |
| شرکت‌کننده      | نقش         | نقش         | نقش         | عملکرد فردی             |
| -------------- | ----------- | ----------- | ----------- | ----------------------- |
| لاله اسکندری   | روان‌پزشک    | کارآگاه     | پدرخوانده   | ۳ باخت                  |
| بهاره افشاری   | دکتر لکتر   | حرفه‌ای      | جان‌سخت      | ۲ برد و ۱ باخت          |
| کیمیا بابائیان | پدرخوانده   | جان‌سخت      | دکتر شهر    | ۲ برد و ۱ باخت          |
| ترلان پروانه   | شهروند ساده | پدرخوانده   | حرفه‌ای      | ۲ برد و ۱ باخت          |
| رؤیا جاویدنیا  | جان‌سخت      | شهروند ساده | مافیای ساده | ۳ باخت                  |
| زهرا داوودنژاد | شهردار      | روان‌پزشک    | شهروند ساده | ۱ برد و ۲ باخت          |
| متین ستوده     | شهروند ساده | شهردار      | دکتر لکتر   | ۳ باخت                  |
| نگار عابدی     | مافیای ساده | دکتر شهر    | روان‌پزشک    | ۲ برد و ۱ باخت          |
| رزیتا غفاری    | حرفه‌ای      | دکتر لکتر   | کارآگاه     | ۲ برد و ۱ باخت          |
| شبنم قلی خانی  | دکتر شهر    | مافیای ساده | شهردار      | ۲ برد و ۱ باخت          |
| نسرین مرادی    | کارآگاه     | شهروند ساده | شهروند ساده | ۱ برد و ۲ باخت          |
| برنده مسابقه   | گروه مافیا  | گروه مافیا  | گروه شهروند | گرداننده: کامبیز دیرباز |

#### گروه سوم
| شرکت‌کننده      | قسمت اول    | قسمت دوم    | قسمت سوم    | عملکرد فردی             |
| شرکت‌کننده      | نقش         | نقش         | نقش         | عملکرد فردی             |
| -------------- | ----------- | ----------- | ----------- | ----------------------- |
| ارشا اقدسی     | روان‌پزشک    | شهردار      | دکتر لکتر   | ۱ برد، ۲ باخت           |
| ادموند بزیک    | مافیای ساده | شهروند ساده | جان‌سخت      | ۳ برد                   |
| کوروش تهامی    | جان‌سخت      | پدرخوانده   | شهردار      | ۱برد، ۲ باخت            |
| عباس جمشیدی فر | شهروند ساده | روان‌پزشک    | کارآگاه     | ۲ برد، ۱ باخت           |
| مهدی جهانی     | کارآگاه     | مافیای ساده | دکتر شهر    | ۱ برد، ۲ باخت           |
| حسین سلیمانی   | شهردار      | حرفه‌ای      | مافیای ساده | ۱ برد، ۲ باخت           |
| علی صبوری      | دکتر لکتر   | جان‌سخت      | حرفه‌ای      | ۳ برد                   |
| شهرام عبدلی    | دکتر شهر    | دکتر لکتر   | روان‌پزشک    | ۱ برد، ۲ باخت           |
| امیر غفارمنش   | مافیای ساده | شهروند ساده | شهروند ساده | ۳ برد                   |
| امیر کاظمی     | پدرخوانده   | کارآگاه     | مافیای ساده | ۲ برد، ۱ باخت           |
| سیاوش مفیدی    | شهروند ساده | مافیای ساده | شهروند ساده | ۱ برد، ۲ باخت           |
| مجید یاسر      | حرفه‌ای      | دکتر شهر    | پدرخوانده   | ۱ برد، ۲ باخت           |
| برنده مسابقه   | گروه مافیا  | گروه شهروند | گروه شهروند | گرداننده: کامبیز دیرباز |

#### گروه چهارم (فینال)
| شرکت‌کننده      | قسمت اول    | قسمت دوم    | قسمت سوم    | عملکرد فردی             |
| شرکت‌کننده      | نقش         | نقش         | نقش         | عملکرد فردی             |
| -------------- | ----------- | ----------- | ----------- | ----------------------- |
| برزو ارجمند    | شهردار      | دکتر لکتر   | دکتر شهر    | ۲ برد و ۱ باخت          |
| لاله اسکندری   | دکتر لکتر   | کارآگاه     | پدرخوانده   | ۱ برد و ۲ باخت          |
| بهاره افشاری   | فروشنده     | پدرخوانده   | فروشنده     | ۲ برد و ۱ باخت          |
| ترلان پروانه   | پدرخوانده   | جان‌سخت      | شهروند ساده | ۲ برد و ۱ باخت          |
| پوریا پورسرخ   | جان‌سخت      | مافیای ساده | حرفه‌ای      | ۲ برد و ۱ باخت          |
| متین ستوده     | کارآگاه     | شهردار      | روان‌پزشک    | ۳ برد                   |
| حسین سلیمانی   | روان‌پزشک    | شهروند ساده | جان‌سخت      | ۳ برد                   |
| علی صبوری      | جوکر        | فروشنده     | جوکر        | ۱ برد و ۲ باخت          |
| علیرضا طلیسچی  | دکتر شهر    | حرفه‌ای      | مافیای ساده | ۲ برد و ۱ باخت          |
| مهران غفوریان  | شهروند ساده | جوکر        | کارآگاه     | ۲ برد و ۱ باخت          |
| امیرعلی نبویان | حرفه‌ای      | دکتر شهر    | شهردار      | ۳ برد                   |
| مجید یاسر      | مافیای ساده | روان‌پزشک    | دکتر لکتر   | ۱ برد و ۲ باخت          |
| برنده مسابقه   | گروه شهروند | گروه شهروند | گروه شهروند | گرداننده: کامبیز دیرباز |

#### گروه پنجم (فینال فینالیست‌ها)
| شرکت‌کننده       | قسمت اول    | قسمت دوم    | قسمت سوم    | عملکرد فردی             |
| شرکت‌کننده       | نقش         | نقش         | نقش         | عملکرد فردی             |
| --------------- | ----------- | ----------- | ----------- | ----------------------- |
| برزو ارجمند     | پدرخوانده   | شهروند ساده | شهروند ساده | ۲ برد ۱ باخت            |
| بهاره افشاری    | شهروند ساده | جوکر        | شهردار      | ۲ برد ۱ باخت            |
| پژمان بازغی     | دکتر شهر    | جان‌سخت      | شهروند ساده | ۱ برد ۲ باخت            |
| سمانه پاکدل     | جان‌سخت      | فروشنده     | پدرخوانده   | ۳ باخت                  |
| ترلان پروانه    | شهروند ساده | پدر خوانده  | کارآگاه     | ۲ برد ۱ باخت            |
| پوریا پورسرخ    | حرفه‌ای      | دکتر شهر    | دکتر لکتر   | ۳ باخت                  |
| بهنام تشکر      | مافیای ساده | روان‌پزشک    | مافیای ساده | ۱ برد ۲ باخت            |
| امید حاجیلی     | جوکر        | مافیای ساده | جوکر        | ۲ برد ۱ باخت            |
| نیما شاهرخ شاهی | فروشنده     | شهروند ساده | جان‌سخت      | ۱ برد ۲ باخت            |
| نگار فروزنده    | شهردار      | حرفه‌ای      | روان‌پزشک    | ۱ برد ۲ باخت            |
| ارسلان قاسمی    | روان‌پزشک    | کارآگاه     | حرفه‌ای      | ۱ برد ۲ باخت            |
| امیرعلی نبویان  | کارآگاه     | دکتر لکتر   | دکتر شهر    | ۲ برد ۱ باخت            |
| مجید یاسر       | دکتر لکتر   | شهردار      | فروشنده     | ۲ برد ۱ باخت            |
| برنده مسابقه    | گروه مافیا  | گروه مافیا  | گروه شهروند | گرداننده: کامبیز دیرباز |

### فصل چهارم

#### گروه اول
| شرکت‌کننده      | قسمت اول    | قسمت دوم    | قسمت سوم    | عملکرد فردی                 |
| شرکت‌کننده      | نقش         | نقش         | نقش         | عملکرد فردی                 |
| -------------- | ----------- | ----------- | ----------- | --------------------------- |
| علیرضا خمسه    | روان‌پزشک    | پدرخوانده   | کارآگاه     | ۳ برد                       |
| علی اوجی       | پدرخوانده   | حرفه‌ای      | دکتر شهر    | ۱ برد، ۲ باخت               |
| منوچهر هادی    | شهردار      | دکتر شهر    | جوکر        | ۱ برد، ۲ باخت               |
| ایمان صفا      | حرفه‌ای      | مافیای ساده | شهروند ساده | ۳ برد                       |
| مهران رجبی     | شهروند ساده | شهروند ساده | حرفه‌ای      | ۲ برد، ۱ باخت               |
| سیامک صفری     | کارآگاه     | روان‌پزشک    | شهردار      | ۲ برد، ۱ باخت               |
| رامین راستاد   | مافیای ساده | کارآگاه     | روان‌پزشک    | ۱ برد، ۲ باخت               |
| علیرضا اوسیوند | شهروند ساده | شهروند ساده | پدرخوانده   | ۱ برد، ۲ باخت               |
| کاوه سماک‌باشی  | جان‌سخت      | شهردار      | مافیای ساده | ۱ برد، ۲ باخت               |
| وحید آقاپور    | مافیای ساده | دکتر لکتر   | شهروند ساده | ۲ برد، ۱ باخت               |
| معین‌زندی       | دکتر لکتر   | جوکر        | جان‌سخت      | ۲ برد، ۱ باخت               |
| سید بشیر حسینی | دکتر شهر    | جان‌سخت      | دکتر لکتر   | ۱ برد، ۲ باخت               |
| برنده مسابقه   | گروه شهروند | گروه مافیا  | گروه شهروند | گرداننده: محمدرضا علیمردانی |

#### گروه دوم
| شرکت‌کننده        | قسمت اول    | قسمت دوم    | قسمت سوم    | عملکرد فردی                 |
| شرکت‌کننده        | نقش         | نقش         | نقش         | عملکرد فردی                 |
| ---------------- | ----------- | ----------- | ----------- | --------------------------- |
| صحرا اسدالهی     | دکتر لکتر   | شهروند ساده | کاراگاه     | ۲ برد، ۱ باخت               |
| کمند امیرسلیمانی | شهروند ساده | کاراگاه     | پدرخوانده   | ۲ برد، ۱ باخت               |
| فلامک جنیدی      | مافیای ساده | شهردار      | دکتر شهر    | ۲ برد، ۱ باخت               |
| الهام حمیدی      | مافیای ساده | مافیای ساده | روان‌پزشک    | ۱ برد، ۲ باخت               |
| رز رضوی          | روان‌پزشک    | حرفه‌ای      | مافیای ساده | ۲ برد، ۱ باخت               |
| شهره سلطانی      | دکتر شهر    | پدرخوانده   | شهردار      | ۳ باخت                      |
| مریم کاویانی     | کاراگاه     | دکتر شهر    | جان‌سخت      | ۱ برد، ۲ باخت               |
| لیندا کیانی      | شهروند ساده | دکتر لکتر   | حرفه‌ای      | ۳ باخت                      |
| فاطمه گودرزی     | پدرخوانده   | مافیای ساده | شهروند ساده | ۱ برد، ۲ باخت               |
| مریم مؤمن        | حرفه‌ای      | جان‌سخت      | شهروند ساده | ۱ برد، ۲ باخت               |
| شیدا یوسفی       | جان سخت     | شهروند ساده | دکتر لکتر   | ۲ برد، ۱ باخت               |
| حدیث میرامینی    | شهردار      | روان پزشک   | مافیا ساده  | ۲ برد، ۱ باخت               |
| برنده مسابقه     | گروه مافیا  | گروه شهروند | گروه مافیا  | گرداننده: محمدرضا علیمردانی |

#### گروه سوم
| شرکت‌کننده       | قسمت اول    | قسمت دوم    | قسمت سوم    | عملکرد فردی                 |
| شرکت‌کننده       | نقش         | نقش         | نقش         | عملکرد فردی                 |
| --------------- | ----------- | ----------- | ----------- | --------------------------- |
| حامد آهنگی      | شهروند ساده | پدرخوانده   | دکتر شهر    | ۱ برد، ۲ باخت               |
| مجید واشقانی    | کارآگاه     | جان‌سخت      | دکتر لکتر   | ۱ برد، ۲ باخت               |
| سالار عقیلی     | حرفه‌ای      | شهروند ساده | پدرخوانده   | ۱ برد، ۲ باخت               |
| یوسف صیادی      | جان‌سخت      | شهروند ساده | مافیای ساده | ۱ برد، ۲ باخت               |
| سید علی صالحی   | روان‌پزشک    | شهردار      | حرفه‌ای      | ۲ برد، ۱ باخت               |
| عباس غزالی      | مافیای ساده | کارآگاه     | جان‌سخت      | ۳ برد                       |
| امیرحسین مدرس   | مافیای ساده | دکتر لکتر   | شهردار      | ۲ برد، ۱ باخت               |
| امیرمحمد زند    | شهردار      | روان‌پزشک    | مافیای ساده | ۱ برد، ۲ باخت               |
| ایرج نوذری      | دکتر شهر    | مافیای ساده | کارآگاه     | ۱ برد، ۲ باخت               |
| رامتین خداپناهی | شهروند ساده | مافیای ساده | روان‌پزشک    | ۱ برد، ۲ باخت               |
| حسین رفیعی      | دکتر لکتر   | دکتر شهر    | شهروند ساده | ۳ برد                       |
| حسام نواب صفوی  | پدرخوانده   | حرفه‌ای      | شهروند ساده | ۳ برد                       |
| برنده مسابقه    | گروه مافیا  | گروه شهروند | گروه شهروند | گرداننده: محمدرضا علیمردانی |

#### گروه چهارم (فینال)
| شرکت‌کننده        | قسمت اول    | قسمت دوم    | قسمت سوم    | عملکرد فردی                 |
| شرکت‌کننده        | نقش         | نقش         | نقش         | عملکرد فردی                 |
| ---------------- | ----------- | ----------- | ----------- | --------------------------- |
| ایمان صفا        | فروشنده     | پدرخوانده   | جوکر        | ۱ برد، ۲ باخت               |
| علی اوجی         | جان‌سخت      | جوکر        | شهروند ساده | ۲ برد، ۱ باخت               |
| منوچهر هادی      | شهردار      | فروشنده     | دکتر لکتر   | ۲ برد، ۱ باخت               |
| معین زندی        | دکتر لکتر   | جان‌سخت      | مافیای ساده | ۱ برد، ۲ باخت               |
| امیرحسین مدرس    | شهروند ساده | دکتر لکتر   | شهردار      | ۲ برد، ۱ باخت               |
| سید علی صالحی    | مافیای ساده | روان‌پزشک    | فروشنده     | ۲ برد، ۱ باخت               |
| وحید آقاپور      | روان‌پزشک    | شهردار      | حرفه‌ای      | ۳ برد                       |
| کمند امیرسلیمانی | دکتر شهر    | کارآگاه     | پدرخوانده   | ۲ برد، ۱ باخت               |
| فلامک جنیدی      | جوکر        | شهروند ساده | دکتر شهر    | ۲ برد، ۱ باخت               |
| لیندا کیانی      | پدرخوانده   | حرفه‌ای      | روان‌پزشک    | ۲ برد، ۱ باخت               |
| حدیث میرامینی    | حرفه‌ای      | مافیای ساده | کارآگاه     | ۲ برد، ۱ باخت               |
| یکتا ناصر        | کارآگاه     | دکتر شهر    | جان‌سخت      | ۳ برد                       |
| برنده مسابقه     | گروه شهروند | گروه شهروند | گروه شهروند | گرداننده: محمدرضا علیمردانی |

#### گروه پنجم (فینال فینالیست‌ها)
| شرکت‌کننده        | قسمت اول    | قسمت دوم    | قسمت سوم    | عملکرد فردی                 |
| شرکت‌کننده        | نقش         | نقش         | نقش         | عملکرد فردی                 |
| ---------------- | ----------- | ----------- | ----------- | --------------------------- |
| خداداد عزیزی     | دکتر لکتر   | شهردار      | پدرخوانده   | ۱ برد، ۲ باخت               |
| حامد آهنگی       | خوابگرد     | بادیگارد    | دکتر شهر    | ۲ برد، ۱ باخت               |
| مجید واشقانی     | بادیگارد    | خوابگرد     | شهردار      | ۲ برد، ۱ باخت               |
| پوریا پورسرخ     | جوکر        | حرفه‌ای      | روان‌پزشک    | ۲ برد، ۱ باخت               |
| حسین مهری        | دکتر شهر    | دکترلکتر    | بادیگارد    | ۱ برد، ۲ باخت               |
| آشا محرابی       | کاراگاه     | پدرخوانده   | فروشنده     | ۲ برد، ۱ باخت               |
| مریم مؤمن        | فروشنده     | روان‌پزشک    | دکتر لکتر   | ۲ برد، ۱ باخت               |
| ایمان صفا        | شهردار      | کارآگاه     | جوکر        | ۲ برد، ۱ باخت               |
| علی اوجی         | جان‌سخت      | فروشنده     | خوابگرد     | ۳ برد                       |
| فلامک جنیدی      | حرفه‌ای      | جوکر        | جان‌سخت      | ۲ برد، ۱ باخت               |
| کمند امیرسلیمانی | پدرخوانده   | جان‌سخت      | حرفه‌ای      | ۲ برد، ۱ باخت               |
| لیندا کیانی      | روان‌پزشک    | دکتر شهر    | کارآگاه     | ۳ برد                       |
| برنده مسابقه     | گروه شهروند | گروه شهروند | گروه شهروند | گرداننده: محمدرضا علیمردانی |

### فصل پنجم (زودیاک)

#### گروه اول
| شرکت‌کننده      | رقابت اول    | رقابت دوم     | رقابت سوم     | عملکرد فردی           |
| شرکت‌کننده      | نقش          | نقش           | نقش           | عملکرد فردی           |
| -------------- | ------------ | ------------- | ------------- | --------------------- |
| هلیا امامی     | اوشن         | محافظ         | شهروند ساده ۱ | ۳ باخت                |
| حسین پورکریمی  | حرفه‌ای       | شعبده‌باز      | شهروند ساده ۲ | ۲ باخت، ۱ برد         |
| کوروش تهامی    | زودیاک       | بمب‌گذار       | محافظ         | ۲ باخت، ۱ برد         |
| سام درخشانی    | تفنگ‌دار      | کارآگاه       | زودیاک        | ۳ باخت                |
| دیبا زاهدی     | کارآگاه      | آل‌کاپن        | تفنگدار       | ۲ باخت، ۱ برد         |
| شیدا خلیق      | بمب‌گذار      | اوشن          | حرفه‌ای        | ۲ باخت، ۱ برد         |
| بهرنگ علوی     | شعبده‌باز     | شهروند ساده ۲ | حضور نداشت    | ۱ باخت، ۱ برد         |
| شهرام قائدی    | آل‌کاپن       | زودیاک        | حضور نداشت    | ۱ باخت، ۱ برد         |
| امیرعباس گلاب  | شهروند ساده۲ | تفنگ‌دار       | ال کاپن       | ۲ باخت، ۱ برد         |
| علی لهراسبی    | دکتر         | دکتر          | بمب‌گذار       | ۲ باخت، ۱ برد         |
| مینا وحید      | محافظ        | شهروند ساده ۱ | شعبده‌باز      | ۲ باخت، ۱ برد         |
| امیرحسین هاشمی | شهروند ساده۱ | حرفه‌ای        | اوشن          | ۳ باخت                |
| فاطمه مسعودی‌فر | حضور نداشت   | حضور نداشت    | کاراگاه       | ۱ باخت                |
| محیا دهقانی    | حضور نداشت   | دکتر          | شهروند ساده ۳ | ۱ باخت، ۱ برد         |
| برنده مسابقه   | گروه مافیا   | گروه مافیا    | گروه مافیا    | گرداننده: محمد بحرانی |

#### گروه دوم
| شرکت‌کننده      | رقابت اول    | رقابت دوم    | رقابت سوم    | عملکرد فردی           |
| شرکت‌کننده      | نقش          | نقش          | نقش          | عملکرد فردی           |
| -------------- | ------------ | ------------ | ------------ | --------------------- |
| امید حاجیلی    | تفنگ‌دار      | آل‌کاپن       | اوشن         | ۱باخت، ۲برد           |
| سیاوش خیرابی   | بمب‌گذار      | محافظ        | شهروند ساده۲ | ۲باخت، ۱برد           |
| محیا دهقانی    | شعبده‌باز     | شهروند ساده۱ | حرفه‌ای       | ۲باخت، ۱برد           |
| عبدالله روا    | حرفه‌ای       | زودیاک       | شهروند ساده۱ | ۲باخت، ۱برد           |
| ملیکا شریفی‌نیا | کارآگاه      | شعبده‌باز     | محافظ        | ۱باخت، ۲برد           |
| محمد شعبان‌پور  | محافظ        | کارآگاه      | بمب‌گذار      | ۳باخت                 |
| فرزاد فرزین    | اوشن         | حرفه‌ای       | کارآگاه      | ۲باخت، ۱برد           |
| آرش فلاحت‌پیشه  | شهروند ساده۱ | بمب‌گذار      | تفنگ‌دار      | ۱باخت، ۲برد           |
| شهرام قائدی    | آل‌کاپن       | شهروند ساده۲ | شعبده‌باز     | ۳باخت                 |
| فاطمه مسعودی‌فر | زودیاک       | دکتر         | دکتر         | ۲برد، ۱باخت           |
| حسین مهری      | شهروند ساده۲ | اوشن         | زودیاک       | ۳باخت                 |
| شیدا یوسفی     | دکتر         | تفنگ‌دار      | آل‌کاپن       | ۳باخت                 |
| برنده مسابقه   | زودیاک       | گروه مافیا   | گروه شهروند  | گرداننده: محمد بحرانی |

#### گروه سوم
| شرکت‌کننده     | رقابت اول    | رقابت دوم    | رقابت سوم     | عملکرد فردی           |
| شرکت‌کننده     | نقش          | نقش          | نقش           | عملکرد فردی           |
| ------------- | ------------ | ------------ | ------------- | --------------------- |
| نسیم ادبی     | حرفه‌ای       | شهروند ساده۱ | محافظ         | ۱باخت، ۲برد           |
| کاوه آفاق     | زودیاک       | شهروند ساده۲ | آل کاپن       | ۲باخت، ۱برد           |
| هلیا امامی    | تفنگ‌دار      | حضور نداشت   | حضور نداشت    | ۱باخت                 |
| پژمان بازغی   | محافظ        | آل‌کاپن       | اوشن          | ۱برد ۲باخت            |
| شیدا خلیق     | حضور نداشت   | کارآگاه      | زودیاک        | ۱برد ۱ باخت           |
| جواد خیابانی  | آل‌کاپن       | محافظ        | تفنگدار       | ۳برد                  |
| محمد دلاوری   | دکتر         | تفنگ‌دار      | شعبده باز     | ۲باخت، ۱برد           |
| محمد شعبان‌پور | حضور نداشت   | حضور نداشت   | حرفه‌ای        | ۱برد                  |
| مجتبی شفیعی   | اوشن         | حرفه‌ای       | شهروند ساده ۱ | ۱باخت۲ برد            |
| حمید عسکری    | شعبده‌باز     | زودیاک       | شهروند ساده ۲ | ۲برد، ۱باخت           |
| بهرنگ علوی    | بمب‌گذار      | اوشن         | حضور نداشت    | ۲برد                  |
| مهران غفوریان | کارآگاه      | بمب‌گذار      | دکتر          | ۲باخت۱ برد            |
| حدیث فولادوند | شهروند ساده۱ | شعبده‌باز     | کاراگاه       | ۲باخت۱ برد            |
| مریم مؤمن     | شهروند ساده۲ | دکتر         | بمب‌گذار       | ۲باخت، ۱برد           |
| برنده مسابقه  | گروه مافیا   | گروه شهروند  | گروه شهروند   | گرداننده: محمد بحرانی |

فینال
| شرکت کننده      | رقابت اول     | رقابت دوم    | رقابت سوم    | عملکرد فردی           |
| شرکت کننده      | نقش           | نقش          | نقش          | عملکرد فردی           |
| --------------- | ------------- | ------------ | ------------ | --------------------- |
| امید حاجیلی     | آل کاپن       | آل کاپن      | زودیاک       | ۳باخت                 |
| شیدا خلیق       | تفنگدار       | شعبده باز    | دکتر         | ۱برد، ۲باخت           |
| جواد خیابانی    | شهروند ساده۲  | حرفه ای      | شهروند ساده۲ | ۲برد، ۱باخت           |
| سام درخشانی     | دکتر          | اوشن         | شعبده باز    | ۱برد، ۲باخت           |
| دیبا زاهدی      | حرفه ای       | زودیاک       | تفنگدار      | ۱برد، ۲باخت           |
| ملیکا شریفی نیا | کارآگاه       | دکتر         | آل کاپن      | ۱برد، ۲باخت           |
| محمد شعبان پور  | محافظ         | شهروند ساده۲ | کارآگاه      | ۲برد، ۱باخت           |
| بهرنگ علوی      | زودیاک        | کارآگاه      | محافظ        | ۳برد                  |
| فرزاد فرزین     | شعبده باز     | شهروند ساده۱ | بمب‌گذار      | ۱برد، ۲باخت           |
| مریم مؤمن       | بمب‌گذار       | محافظ        | حرفه ای      | ۲برد، ۱باخت           |
| مینا وحید       | شهروند ساده ۱ | تفنگدار      | شهروند ساده۱ | ۲برد، ۱باخت           |
| امیرحسین هاشمی  | اوشن          | بمب‌گذار      | اوشن         | ۱برد، ۲باخت           |
| برنده مسابقه    | زودیاک        | شهروند       | شهروند       | گرداننده: محمد بحرانی |

#### گروه اول
| شرکت کننده      | رقابت اول   | رقابت دوم   | رقابت سوم   | عملکرد فردی           |
| بازیگر          | نقش         | نقش         | نقش         | نتیجه                 |
| --------------- | ----------- | ----------- | ----------- | --------------------- |
| امید حاجیلی     | شعبده باز   | شهروند ساده | تفنگدار     | ۳باخت                 |
| فاطمه مسعودی فر | بمب‌گذار     | شهروند ساده | محافظ       | ۳باخت                 |
| آصف آریا        | حرفه ای     | بمب‌گذار     | کارآگاه     | ۲برد ۱باخت            |
| علیرضا بیرانوند | زودیاک      | کارآگاه     | شعبده باز   | ۳باخت                 |
| مونا کرمی       | دکتر شهر    | تفنگدار     | آلکاپن      | ۱برد ۲باخت            |
| شهرام قائدی     | شهروند ساده | دکتر شهر    | بمب‌گذار     | ۱برد ۲باخت            |
| اشکان دلاوری    | اوشن        | زودیاک      | اوشن        | ۱برد ۲باخت            |
| حدیث میرامینی   | شهروند ساده | محافظ       | حرفه ای     | ۱برد ۲باخت            |
| شیدا خلیق       | کارگاه      | آلکاپن      | دکتر شهر    | ۲برد ۱باخت            |
| جواد خیابانی    | تفنگدار     | حرفه ای     | شهروند ساده | ۱برد ۲باخت            |
| ابوطالب حسینی   | محافظ       | اوشن        | شهروند ساده | ۱برد ۲باخت            |
| سروش رفیعی      | الکاپن      | شعبده باز   | زودیاک      | ۲برد ۱باخت            |
| برنده مسابقه    | شهروندان    | مافیا       | زودیاک      | گرداننده: محمد بحرانی |

#### گروه دوم
| شرکت کننده     | رقابت اول   | رقابت دوم   | رقابت سوم   | عملکرد فردی           |
| بازیگر         | نقش         | نقش         | نقش         | نتیجه                 |
| -------------- | ----------- | ----------- | ----------- | --------------------- |
| مهدی مهدی پور  | تفنگدار     | شهروند ساده | حرفه ای     | ۲برد ۱باخت            |
| فرزاد حسنی     | حرفه ای     | دکتر شهر    | کارآگاه     | ۲برد ۱باخت            |
| جواد خواجوی    | محافظ       | شهروند ساده | بمب‌گذار     | ۲برد ۱باخت            |
| مجتبی شفیعی    | شعبده باز   | تفنگدار     | زودیاک      | ۲برد ۱باخت            |
| دارا حیایی     | آلکاپن      | کارآگاه     | اوشن        | ۱برد ۲باخت            |
| متین ستوده     | بمب‌گذار     | بمب‌گذار     | شهروند ساده | ۳باخت                 |
| سعید فتحی روشن | شهروند ساده | محافظ       | دکتر شهر    | ۲برد ۱باخت            |
| مریم مؤمن      | کارآگاه     | آلکاپن      | محافظ       | ۱برد ۲باخت            |
| علیرضا طلیسچی  | زودیاک      | حرفه ای     | حضور نداشت  | ۱برد ۲باخت            |
| بهار قاسمی     | دکتر شهر    | شعبده باز   | شهروند ساده | ۱برد ۲باخت            |
| امیرحسین هاشمی | اوشن        | زودیاک      | تفنگدار     | ۱برد ۲باخت            |
| محیا دهقانی    | شهروند ساده | اوشن        | شعبده باز   | ۲برد ۱باخت            |
| فاطیما بهارمست | حضور نداشت  | حضور نداشت  | آلکاپن      | ۱باخت                 |
| برنده مسابقه   | شهروند      | شهروند      | زودیاک      | گرداننده: محمد بحرانی |

#### گروه سوم
| شرکت کننده     | رقابت اول   | رقابت دوم   | رقابت سوم   | عملکرد فردی           |
| شرکت کننده     | نقش         | نقش         | نقش         | نتیجه                 |
| -------------- | ----------- | ----------- | ----------- | --------------------- |
| هلیا امامی     | محافظ       | دکتر شهر    | دکتر شهر    | ۱برد ۲باخت            |
| کیوان ساکت اف  | شهروند ساده | شهروند ساده | آلکاپن      | ۳باخت                 |
| بهنام تشکر     | تفنگدار     | محافظ       | زودیاک      | ۳باخت                 |
| شیدا یوسفی     | زودیاک      | آلکاپن      | شهروند ساده | ۲برد ۱باخت            |
| مسعود صادقلو   | حرفه ای     | کارآگاه     | بمب‌گذار     | ۳باخت                 |
| فاطیما بهارمست | شعبده باز   | شهروند ساده | اوشن        | ۲برد ۱باخت            |
| مهسا طهماسبی   | کارآگاه     | اوشن        | تفنگدار     | ۱برد ۲باخت            |
| باربد بابایی   | دکتر شهر    | شعبده باز   | حرفه ای     | ۲برد ۱باخت            |
| محمد شعبانپور  | اوشن        | تفنگدار     | شعبده باز   | ۳باخت                 |
| امیر عظیمی     | شهروند ساده | بمب‌گذار     | شهروند ساده | ۲برد ۱باخت            |
| ایمان قیاسی    | بمب‌گذار     | حرفه ای     | کارآگاه     | ۲برد ۱باخت            |
| سعید مهری      | آلکاپن      | زودیاک      | محافظ       | ۲ برد ۱ باخت          |
| برنده مسابقه   | مافیا       | مافیا       | شهروند      | گرداننده: محمد بحرانی |

#### فینال
| شرکت کننده     | رقابت اول   | رقابت دوم   | رقابت سوم   | عملکرد فردی           |
| شرکت کننده     | نقش         | نقش         | نقش         | نتیجه                 |
| -------------- | ----------- | ----------- | ----------- | --------------------- |
| بهنام تشکر     | شهروند ساده | اوشن        | حرفه ای     | ۲برد ۱باخت            |
| جواد خیابانی   | زودیاک      | تفنگدار     | اوشن        | ۱برد ۲باخت            |
| علیرضا طلیسچی  | بمب‌گذار     | دکتر شهر    | محافظ       | ۱برد ۲باخت            |
| بهار قاسمی     | شهروند ساده | بمب‌گذار     | زودیاک      | ۲برد ۱باخت            |
| شهرام قائدی    | تفنگدار     | آلکاپن      | بمب‌گذار     | ۱برد ۲باخت            |
| مهسا طهماسبی   | کارآگاه     | محافظ       | آلکاپن      | ۲برد ۱باخت            |
| شیدا یوسفی     | محافظ       | حرفه ای     | شهروند ساده | ۲برد ۱باخت            |
| امیرحسین هاشمی | آلکاپن      | شعبده باز   | دکتر شهر    | ۳باخت                 |
| امید حاجیلی    | دکتر شهر    | کارآگاه     | شعبده باز   | ۲برد ۱باخت            |
| فرزاد حسنی     | شعبده باز   | زودیاک      | شهروند ساده | ۳باخت                 |
| مجتبی شفیعی    | اوشن        | شهروند ساده | حضور نداشت  | ۲برد                  |
| مونا کرمی      | حرفه ای     | شهروند ساده | کارآگاه     | ۲برد ۱باخت            |
| آصف آریا       | حضور نداشت  | حضور نداشت  | تفنگدار     | ۱باخت                 |
| برنده مسابقه   | شهروند      | شهروند      | زودیاک      | گرداننده: محمد بحرانی |

#### فینال فینالیست‌ها
| شرکت کننده      | رقابت اول   | رقابت دوم   | رقابت سوم   | عملکرد فردی           |
| شرکت کننده      | نقش         | نقش         | نقش         | نتیجه                 |
| --------------- | ----------- | ----------- | ----------- | --------------------- |
| سام درخشانی     | تفنگدار     | بمب‌گذار     | زودیاک      | ۱برد ۲باخت            |
| فرزاد فرزین     | کارآگاه     | زودیاک      | تفنگدار     | ۲برد ۱باخت            |
| مریم مؤمن       | زودیاک      | شهروند ساده | آلکاپن      | ۱برد ۲باخت            |
| بهار قاسمی      | اوشن        | حرفه ای     | بمب‌گذار     | ۲برد ۱باخت            |
| فاطیما بهارمست  | محافظ       | اوشن        | شهروند ساده | ۱برد ۲باخت            |
| سعید مهری       | حرفه ای     | تفنگدار     | کارآگاه     | ۱برد ۲باخت            |
| بهرنگ علوی      | بمب‌گذار     | شعبده باز   | حرفه ای     | ۳باخت                 |
| سروش رفیعی      | شعبده باز   | شهروند ساده | دکتر شهر    | ۳باخت                 |
| علیرضا بیرانوند | دکتر شهر    | آلکاپن      | شعبده باز   | ۲برد ۱باخت            |
| شیدا خلیق       | آلکاپن      | محافظ       | شهروند ساده | ۳باخت                 |
| باربد بابایی    | شهروند ساده | کارآگاه     | محافظ       | ۱برد ۲باخت            |
| امیرحسین هاشمی  | شهروند ساده | دکتر شهر    | اوشن        | ۱برد ۲باخت            |
| برنده مسابقه    | شهروند      | زودیاک      | مافیا       | گرداننده: محمد بحرانی |

## پدرخوانده (سعید ابوطالب)

### فصل اول

#### گروه اول
| شرکت‌کننده        | قسمت اول                        | قسمت دوم                         | عملکرد فردی             |
| شرکت‌کننده        | نقش                             | نقش                              | عملکرد فردی             |
| ---------------- | ------------------------------- | -------------------------------- | ----------------------- |
| مجید واشقانی     | نوستراداموس (تغییرچهره:ماتادور) | پدرخوانده (تغییرچهره:شهروندساده) | دو برد                  |
| بهاره افشاری     | دکتر واتسون                     | همشهری کین                       | یک برد _ یک باخت        |
| ترلان پروانه     | شهروندساده                      | ماتادور                          | دو باخت                 |
| امیرعلی نبویان   | شهروندساده                      | کنستانتین                        | یک برد _ یک باخت        |
| باربد بابایی     | ماتادور اوریجینال               | دکتر واتسون                      | دو برد                  |
| شکیب شجره        | همشهری کین                      | شهروند ساده                      | یک برد _ یک باخت        |
| پژمان بازغی      | کنستانتین                       | لئون حرفه ای                     | یک برد _ یک باخت        |
| امیرکربلایی زاده | پدرخوانده                       | شهروندساده                       | دو برد                  |
| امیرحسین رستمی   | لئون حرفه ای                    | شهروند ساده اوریجینال            | یک برد _ یک باخت        |
| حسام محمودی      | ساول گودمن                      | نوستراداموس شهروند               | دو برد                  |
| کیمیا باباییان   | شهروندساده                      | ساول گودمن                       | دو باخت                 |
| برنده بازی       | مافیا                           | شهروند                           | گرداننده: کامبیز دیرباز |

#### گروه دوم
| شرکت‌کننده      | قسمت سوم                        | قسمت چهارم                  | عملکرد فردی             |
| شرکت‌کننده      | نقش                             | نقش                         | عملکرد فردی             |
| -------------- | ------------------------------- | --------------------------- | ----------------------- |
| بهاره افشاری   | دکتر واتسون                     | شهروند ساده                 | یک برد_یک باخت          |
| مجید واشقانی   | شهروند ساده                     | شهروند ساده                 | یک برد_یک باخت          |
| امیرحسین رستمی | همشهری کین                      | لئون (تغییر چهره:پدرخوانده) | دو باخت                 |
| شکیب شجره      | کنستانتین (تغییرچهره:پدرخوانده) | همشهری کین                  | دو برد                  |
| کامران تفتی    | لئون حرفه ای                    | شهروند ساده                 | یک برد_یک باخت          |
| معین زندی      | نوستراداموس شهروند              | نوستراداموس شهروند          | یک برد_یک باخت          |
| سید جواد هاشمی | ماتادور                         | کنستانتین                   | دو برد                  |
| سیما تیرانداز  | ساول گودمن                      | دکتر واتسون                 | دو برد                  |
| ابوالفضل همراه | پدرخوانده اوریجینال             | ماتادور                     | یک برد _ یک باخت        |
| السا فیروز آذر | شهروند ساده                     | پدرخوانده اوریجینال         | دو باخت                 |
| سید علی صالحی  | شهروند ساده                     | ساول گودمن                  | دو باخت                 |
| برنده بازی     | مافیا                           | شهروند                      | گرداننده: کامبیز دیرباز |

#### گروه سوم
| شرکت‌کننده         | قسمت پنجم                           | قسمت ششم                            | عملکرد فردی             |
| شرکت‌کننده         | نقش                                 | نقش                                 | عملکرد فردی             |
| ----------------- | ----------------------------------- | ----------------------------------- | ----------------------- |
| ترلان پروانه      | پدرخوانده                           | لئون حرفه ای (تغییرچهره:ساول گودمن) | دو برد                  |
| حدیث میرامینی     | شهروند (مافیای ساده)                | دکتر واتسون                         | یک برد _ یک باخت        |
| باربد بابایی      | ساول گودمن (تغییر چهره:دکتر واتسون) | شهروند ساده                         | دو باخت                 |
| سید علی صالحی     | همشهری کین                          | شهروند ساده                         | دو باخت                 |
| پژمان بازغی       | نوستراداموس شهروند                  | ساول گودمن اوریجینال                | یک باخت _ یک برد        |
| بیژن بنفشه‌خواه    | ماتادور                             | شهروند ساده                         | یک باخت _ یک برد        |
| محمد نادری        | لئون حرفه ای                        | پدرخوانده                           | یک باخت _ یک برد        |
| امیر کربلایی زاده | دکتر واتسون اوریجینال               | همشهری کین                          | دو باخت                 |
| امیرحسین مدرس     | شهروند ساده                         | کنستانتین                           | دو باخت                 |
| شیدا یوسفی        | شهروند ساده                         | ماتادور                             | یک برد _ یک باخت        |
| سپند امیرسلیمانی  | کنستانتین                           | نوستراداموس شهروند                  | دو باخت                 |
| برنده بازی        | مافیا                               | مافیا                               | گرداننده: کامبیز دیرباز |

#### گروه چهارم
| شرکت‌کننده        | قسمت هفتم          | قسمت هشتم            | عملکرد فردی             |
| شرکت‌کننده        | نقش                | نقش                  | عملکرد فردی             |
| ---------------- | ------------------ | -------------------- | ----------------------- |
| امیرعلی نبویان   | لئون حرفه ای       | نوستراداموس مافیا    | دو برد                  |
| حدیث میرامینی    | همشهری کین         | شهروند (مافیای ساده) | دو برد                  |
| فرزاد حسنی       | پدرخوانده          | ساول گودمن           | یک برد _ یک باخت        |
| معین زندی        | دکتر واتسون        | ماتادور              | دو برد                  |
| کمند امیرسلیمانی | کنستانتین          | دکتر واتسون          | یک برد _ یک باخت        |
| محمد نادری       | شهروند ساده        | شهروند ساده          | یک برد _ یک باخت        |
| صحرا اسدالهی     | شهروند ساده        | همشهری کین           | یک برد _ یک باخت        |
| مجتبی پوربخش     | شهروند ساده        | پدرخوانده            | دو برد                  |
| میثم درویشان پور | ساول گودمن         | لئون حرفه ای         | دو باخت                 |
| ارسلان قاسمی     | ماتادور            | کنستانتین            | دو باخت                 |
| سید جواد هاشمی   | نوستراداموس شهروند | شهروند ساده          | یک برد _ یک باخت        |
| برنده بازی       | شهروند             | مافیا                | گرداننده: کامبیز دیرباز |

#### گروه پنجم
| شرکت‌کننده        | قسمت نهم                         | قسمت دهم                           | عملکرد فردی             |
| شرکت‌کننده        | نقش                              | نقش                                | عملکرد فردی             |
| ---------------- | -------------------------------- | ---------------------------------- | ----------------------- |
| فرزاد حسنی       | لئون حرفه ای                     | نوستراداموس شهروند                 | دو باخت                 |
| میثم درویشان پور | شهروند ساده                      | دکتر واتسون (تغییر چهره:کنستانتین) | دو باخت                 |
| صحرا اسدالهی     | پدرخوانده                        | شهروند ساده                        | یک برد _ یک باخت        |
| سپند امیرسلیمانی | دکتر واتسون (تغییر چهره:ماتادور) | ساول گودمن                         | دو برد                  |
| علی صبوری        | شهروند ساده                      | ماتادور                            | یک برد _ یک باخت        |
| کمند امیرسلیمانی | شهروند ساده                      | پدرخوانده                          | یک برد _ یک باخت        |
| سمیرا حسن پور    | کنستانتین                        | شهروند (مافیای ساده)               | یک برد _ یک باخت        |
| نیکی میربها      | نوستراداموس شهروند               | همشهری کین                         | دو باخت                 |
| عباس غزالی       | ساول گودمن                       | شهروند ساده                        | دو باخت                 |
| امیرمهدی ژوله    | همشهری کین                       | کنستانتین اوریجینال                | دو باخت                 |
| حسین سلیمانی     | ماتادور اوریجینال                | لئون                               | یک برد _ یک باخت        |
| برنده بازی       | مافیا                            | مافیا                              | گرداننده: کامبیز دیرباز |

#### گروه ششم
| شرکت‌کننده      | قسمت یازدهم                      | قسمت دوازدهم                         | عملکرد فردی             |
| شرکت‌کننده      | نقش                              | نقش                                  | عملکرد فردی             |
| -------------- | -------------------------------- | ------------------------------------ | ----------------------- |
| نیکی میربها    | پدرخوانده اوریجینال              | دکتر واتسون                          | دو باخت                 |
| سمیرا حسن پور  | ماتادور                          | شهروند ساده                          | دو باخت                 |
| شیدا یوسفی     | ساول گودمن                       | پدرخوانده                            | یک برد _ یک باخت        |
| علی صبوری      | شهروند ساده                      | ماتادور                              | دو برد                  |
| ارسلان قاسمی   | کنستانتین (تغییرچهره: پدرخوانده) | نوستراداموس مافیا                    | یک برد _ یک باخت        |
| مجتبی پوربخش   | لئون حرفه ای                     | شهروند ساده                          | یک برد _ یک باخت        |
| عباس غزالی     | شهروند ساده                      | لئون اوریجینال                       | یک برد _ یک باخت        |
| بهنام تشکر     | همشهری کین                       | ساول گودمن                           | دو برد                  |
| هومن خیاط      | دکتر واتسون                      | همشهری کین (تغییر چهره:لئون حرفه ای) | یک برد _ یک باخت        |
| امیرمهدی ژوله  | نوستراداموس شهروند               | شهروند (مافیای ساده)                 | دو برد                  |
| کیمیا باباییان | شهروند ساده                      | کنستانتین                            | یک برد _ یک باخت        |
| برنده بازی     | شهروند                           | مافیا                                | گرداننده: کامبیز دیرباز |

#### فینال اول
| شرکت‌کننده      | قسمت سیزدهم                        | قسمت چهاردهم                 | قسمت پانزدهم         | قسمت شانزدهم                          | عملکرد فردی             |
| شرکت‌کننده      | نقش                                | نقش                          | نقش                  | نقش                                   | عملکرد فردی             |
| -------------- | ---------------------------------- | ---------------------------- | -------------------- | ------------------------------------- | ----------------------- |
| مجید واشقانی   | لئون حرفه ای                       | ماتادور                      | ساول گودمن           | شهروند ساده                           | ۲برد-۲باخت              |
| بهاره افشاری   | دکتر واتسون                        | نوستراداموس شهروند           | پدرخوانده            | شهروند ساده                           | ۳برد_۱باخت              |
| امیرعلی نبویان | کنستانتین                          | دکتر واتسون                  | ماتادور              | لئون حرفه‌ای (تغییر چهره: مافیای ساده) | ۴برد                    |
| بهنام تشکر     | نوستراداموس شهروند                 | پدرخوانده                    | شهروند ساده          | ماتادور                               | ۲برد_۲باخت              |
| علی صبوری      | ساول گودمن (تغییرچهره: همشهری کین) | همشهری کین                   | دکتر واتسون          | همشهری کین                            | ۲برد_۲باخت              |
| باربد بابایی   | شهروند ساده                        | لئون (تغییرچهره :ساول گودمن) | نوستراداموس مافیا    | کنستانتین                             | ۲برد_۲باخت              |
| امیرحسین رستمی | ماتادور                            | شهروند ساده                  | لئون حرفه‌ای          | ساول گودمن                            | ۲برد_۲باخت              |
| معین زندی      | حضور نداشت                         | کنستانتین                    | حضور نداشت           | دکتر واتسون                           | ۱برد_۱باخت              |
| شکیب شجره      | پدرخوانده                          | حضور نداشت                   | شهروند (مافیای ساده) | حضور نداشت                            | ۱برد_۱باخت              |
| ارسلان قاسمی   | شهروند ساده                        | شهروند ساده                  | حضور نداشت           | حضور نداشت                            | ۲برد                    |
| سمیرا حسن پور  | شهروند ساده                        | ساول گودمن اوریجینال         | حضور نداشت           | حضور نداشت                            | ۱برد_۱باخت              |
| نیکی میربها    | همشهری کین اورجینال                | شهروند ساده                  | حضور نداشت           | حضور نداشت                            | ۲برد                    |
| شیدا یوسفی     | حضور نداشت                         | حضور نداشت                   | کنستانتین            | پدرخوانده                             | ۱برد_۱باخت              |
| کیمیا بابائیان | حضور نداشت                         | حضور نداشت                   | همشهری کین           | نوستراداموس شهروند                    | ۲باخت                   |
| سیدعلی صالحی   | حضور نداشت                         | حضور نداشت                   | شهروند ساده          | شهروند (مافیای ساده اورجینال)         | ۱برد_۱باخت              |
| برنده بازی     | شهروند                             | شهروند                       | مافیا                | مافیا                                 | گرداننده: کامبیز دیرباز |

### فصل دوم

#### گروه اول
| شرکت‌کننده        | قسمت اول     | قسمت دوم     | قسمت سوم                     | عملکرد فردی             |
| شرکت‌کننده        | نقش          | نقش          | نقش                          | عملکرد فردی             |
| ---------------- | ------------ | ------------ | ---------------------------- | ----------------------- |
| مجید واشقانی     | ماتادور      | دکتر واتسون  | پدرخوانده                    | یک برد _ دو باخت        |
| الیکا عبدالرزاقی | پدرخوانده    | جک اسپارو    | شهروند (مافیای ساده)         | دو برد _ یک باخت        |
| ساغر قناعت       | شهروند ساده  | لئون حرفه ای | ساول گودمن اوریجینال         | سه باخت                 |
| نیما شاهرخ شاهی  | ساول گودمن   | شهروند ساده  | شهروند ساده                  | یک برد _ دو باخت        |
| غلامرضا نیکخواه  | شهروند ساده  | ماتادور      | دکتر واتسون                  | سه باخت                 |
| هدیه بازوند      | شهروند ساده  | همشهری کین   | جک اسپارو                    | یک برد _ دو باخت        |
| معین زندی        | لئون حرفه ای | ساول گودمن   | ماتادور                      | سه باخت                 |
| پدرام کریمی      | کنستانتین    | شهروند ساده  | همشهری کین                   | سه باخت                 |
| پیام احمدی نیا   | جک اسپارو    | کنستانتین    | شهروند ساده                  | سه باخت                 |
| آرمین رحیمیان    | همشهری کین   | پدرخوانده    | لئون (تغییر چهره:ساول گودمن) | سه باخت                 |
| امین میری        | دکتر واتسون  | شهروند ساده  | کنستانتین                    | سه باخت                 |
| برنده بازی       | مافیا        | جک اسپارو    | جک اسپارو                    | گرداننده: کامبیز دیرباز |

#### گروه دوم
| شرکت‌کننده      | قسمت چهارم                        | قسمت پنجم    | قسمت ششم                     | عملکرد فردی             |
| شرکت‌کننده      | نقش                               | نقش          | نقش                          | عملکرد فردی             |
| -------------- | --------------------------------- | ------------ | ---------------------------- | ----------------------- |
| فاطیما بهارمست | لئون حرفه ای                      | شهروند ساده  | شهروند ساده                  | دو برد _ یک باخت        |
| سینا رازانی    | همشهری کین                        | شهروند ساده  | کنستانتین                    | دو برد _ یک باخت        |
| کیسان دیباج    | ساول گودمن                        | کنستانتین    | شهروند ساده                  | سه برد                  |
| دارا حیایی     | جک اسپارو                         | لئون حرفه ای | پدرخوانده اوریجینال          | یک برد _ دو باخت        |
| امیرمهدی ژوله  | پدرخوانده (تغییر چهره: کنستانتین) | همشهری کین   | لئون (تغییر چهره: پدرخوانده) | یک برد _ دو باخت        |
| منوچهر هادی    | ماتادور                           | شهروند ساده  | دکتر واتسون                  | سه برد                  |
| نجمه جودکی     | شهروند ساده                       | دکتر واتسون  | ساول گودمن                   | یک برد _ دو باخت        |
| نازنین کیوانی  | شهروند ساده                       | ماتادور      | همشهری کین                   | یک برد _ دو باخت        |
| امیر کاظمی     | شهروند ساده                       | پدرخوانده    | جک اسپارو                    | سه باخت                 |
| فرزین محدث     | دکتر واتسون                       | جک اسپارو    | ماتادور                      | سه باخت                 |
| فرزاد حسنی     | کنستانتین اوریجینال               | ساول گودمن   | شهروند ساده                  | یک برد _ دو باخت        |
| برنده بازی     | مافیا                             | شهروند       | شهروند                       | گرداننده: کامبیز دیرباز |

#### گروه سوم
| شرکت‌کننده      | قسمت هفتم                       | قسمت هشتم            | قسمت نهم                     | عملکرد فردی             |
| شرکت‌کننده      | نقش                             | نقش                  | نقش                          | عملکرد فردی             |
| -------------- | ------------------------------- | -------------------- | ---------------------------- | ----------------------- |
| امیرعلی نبویان | دکتر واتسون                     | جک‌اسپارو             | پدرخوانده اوریجینال          | دو برد _ یک باخت        |
| بهار قاسمی     | ماتادور (تغییر چهره:همشهری کین) | دکتر واتسون          | جک اسپارو                    | سه باخت                 |
| مجتبی پوربخش   | پدرخوانده                       | ماتادور              | شهروند ساده                  | یک برد_دو باخت          |
| سید جواد هاشمی | شهروند ساده                     | پدرخوانده            | لئون (تغییر چهره: پدرخوانده) | یک برد_دو باخت          |
| کوروش سلیمانی  | کنستانتین                       | شهروند (مافیای ساده) | ماتادور                      | یک برد_دو باخت          |
| فرزاد فرخ      | لئون حرفه ای                    | شهروند ساده          | ساول گودمن                   | یک برد_دو باخت          |
| خداداد عزیزی   | ساول گودمن                      | لئون حرفه ای         | شهروند ساده                  | یک برد_دو باخت          |
| هدی استواری    | شهروند ساده                     | ساول گودمن           | شهروند ساده                  | سه باخت                 |
| نادر فلاح      | همشهری کین اوریجینال            | کنستانتین            | همشهری کین                   | سه باخت                 |
| مهراب قاسم‌خانی | جک اسپارو                       | شهروند ساده          | کنستانتین                    | سه باخت                 |
| رامین راستاد   | شهروند ساده                     | همشهری کین           | دکتر واتسون                  | سه باخت                 |
| برنده بازی     | مافیا                           | جک اسپارو            | مافیا                        | گرداننده: کامبیز دیرباز |

#### گروه فینال
| شرکت‌کننده        | قسمت دهم     | قسمت یازدهم                        | قسمت دوازدهم | عملکرد فردی             |
| شرکت‌کننده        | نقش          | نقش                                | نقش          | عملکرد فردی             |
| ---------------- | ------------ | ---------------------------------- | ------------ | ----------------------- |
| بهار قاسمی       | کنستانتین    | پدرخوانده                          | شهروند ساده  | دو برد _ یک باخت        |
| ساغر قناعت       | شهروند ساده  | ماتادور                            | کنستانتین    | دو برد _ یک باخت        |
| الیکا عبدالرزاقی | لئون حرفه ای | شهروند ساده                        | لئون حرفه ای | یک برد _ دو باخت        |
| فاطیما بهارمست   | ساول گودمن   | جک اسپارو                          | ساول گودمن   | سه باخت                 |
| آرمین رحیمیان    | شهروند ساده  | ساول گودمن اوریجینال               | جک اسپارو    | سه برد                  |
| منوچهر هادی      | همشهری کین   | دکتر واتسون                        | پدرخوانده    | یک برد_ دو باخت         |
| نازنین کیوانی    | دکتر واتسون  | کنستانتین                          | شهروند ساده  | یک برد_ دو باخت         |
| امیر کاظمی       | شهروند ساده  | همشهری کین (تغییرچهره: ساول گودمن) | ماتادور      | دو برد _ یک باخت        |
| پیام احمدی نیا   | پدرخوانده    | لئون حرفه ای                       | شهروند ساده  | سه باخت                 |
| مهراب قاسم‌خانی   | ماتادور      | شهروند ساده                        | دکتر واتسون  | سه باخت                 |
| سینا رازانی      | جک اسپارو    | شهروند ساده                        | همشهری کین   | سه باخت                 |
| برنده بازی       | شهروند       | مافیا                              | جک           | گرداننده: کامبیز دیرباز |

### گروه شانس مجدد
| شرکت‌کننده        | قسمت سیزدهم  | قسمت چهاردهم                     | قسمت پانزدهم | عملکرد فردی             |
| شرکت‌کننده        | نقش          | نقش                              | نقش          | عملکرد فردی             |
| ---------------- | ------------ | -------------------------------- | ------------ | ----------------------- |
| ترلان پروانه     | جک اسپارو    | دکتر واتسون                      | کنستانتین    | سه باخت                 |
| هدیه بازوند      | دکتر واتسون  | همشهری کین                       | پدرخوانده    | یک برد _ دو باخت        |
| فرزاد حسنی       | پدرخوانده    | ساول گودمن                       | شهروند ساده  | دو برد _ یک باخت        |
| مجتبی پوربخش     | شهروند ساده  | ماتادور (تغییر چهره:شهروند ساده) | همشهری کین   | سه باخت                 |
| دارا حیایی       | شهروند ساده  | لئون حرفه ای                     | ماتادور      | یک برد _ دو باخت        |
| امین میری        | همشهری کین   | شهروند ساده اوریجینال            | ساول گودمن   | یک برد _ دو باخت        |
| باربد بابایی     | شهروند ساده  | جک اسپارو                        | شهروند ساده  | سه باخت                 |
| رامین راستاد     | کنستانتین    | شهروند (مافیای ساده)             | دکتر واتسون  | یک برد _ دو باخت        |
| فرزین محدث       | لئون حرفه ای | پدرخوانده                        | شهروند ساده  | یک برد _ دو باخت        |
| نیما شاهرخ شاهی  | ساول گودمن   | کنستانتین                        | لئون حرفه ای | یک برد _ دو باخت        |
| سپند امیرسلیمانی | ماتادور      | شهروند ساده                      | جک اسپارو    | یک برد _ دو باخت        |
| برنده بازی       | مافیا        | مافیا                            | مافیا        | گرداننده: کامبیز دیرباز |

#### فینال فینالیست‌ها
| شرکت‌کننده        | قسمت شانزدهم                      | قسمت هفدهم   | قسمت هجدهم           | عملکرد فردی             |
| شرکت‌کننده        | نقش                               | نقش          | نقش                  | عملکرد فردی             |
| ---------------- | --------------------------------- | ------------ | -------------------- | ----------------------- |
| مجید واشقانی     | شهروند ساده                       | ساول گودمن   | جک اسپارو            | یک برد _ دو باخت        |
| ترلان پروانه     | شهروند ساده                       | پدرخوانده    | لئون حرفه ای         | یک برد _ دو باخت        |
| امیرعلی نبویان   | شهروند ساده                       | ماتادور      | همشهری کین           | یک برد _ دو باخت        |
| الیکا عبدالرزاقی | پدرخوانده                         | دکتر واتسون  | شهروند ساده          | یک برد _ دو باخت        |
| بهار قاسمی       | ماتادور                           | همشهری کین   | شهروند (مافیای ساده) | دو برد _ یک باخت        |
| سینا رازانی      | ساول گودمن (تغییرچهره:همشهری کین) | شهروند ساده  | دکتر واتسون          | دو برد _ یک باخت        |
| معین زندی        | همشهری کین اوریجینال              | شهروند ساده  | کنستانتین            | دو برد _ یک باخت        |
| باربد بابایی     | لئون حرفه ای                      | کنستانتین    | پدرخوانده            | سه برد                  |
| امیرمهدی ژوله    | جک اسپارو                         | جک اسپارو    | ساول گودمن           | یک برد _ دو باخت        |
| امیر کاظمی       | دکتر واتسون                       | شهروند ساده  | ماتادور              | سه برد                  |
| آرمین رحیمیان    | کنستانتین                         | لئون حرفه ای | شهروند ساده          | دو برد _ یک باخت        |
| برنده بازی       | شهروند                            | شهروند       | مافیا                | گرداننده: کامبیز دیرباز |

توضیحات نقش‌ها:
پدرخوانده:از فصل اول تا فصل سوم:از فصل اول تا فصل سوم: پدرخوانده به عنوان رئیس در شب می‌تواند شات شب را او مشخص کند، او می‌تواند حس ششم کند درصورتی که نقشی را دقیقاً درست حدس بزند، همچنین او جلیقه دارد و از شات اول لئون یا حرفه ای در امان است.
ساول گودمن:از فصل اول تا فصل سوم :از فصل اول تا فصل سوم:در صورت نبود پدرخوانده در بازی، او می‌تواند تصمیم شب را بگیرد، او برای یک بار می‌تواند یک شهروند بخرد به شرط این که آن شهروند! شهروند ساده باشد، در غیر این صورت در خریداری موفق نخواهد شد و نمی‌تواند دیگر از این قابلیت استفاده نماید، همچنین او در صورتی می‌تواند شهروند ساده را خریداری نمایند که ماتادور یا پدرخوانده از بازی خارج شده باشند.
ماتادور :از فصل اول تا فصل سوم:از فصل اول تا فصل سوم: اعضای دیگر تیم مافیا، ماتادور است، او هر شب می‌تواند توانایی یک بازیکن را بگیرد و اگر آن بازیکن ابیلیتی داشته باشد، آن بازیکن نمی‌تواند از توانایی خود در آن شب استفاده نماید.
مافیای ساده:از فصل اول تا فصل سوم:از فصل اول تا فصل سوم:وقتی ساول گودمن شهروند ساده ای پیدا کند و آن را بخرد، آن شهروند ساده می‌شود مافیای ساده.
نقش شهروندان:
دکتر واتسون:از فصل اول تا فصل سوم: او هر شب می‌تواند شهروندی را از شات مافیا سیو بدهد و درصورت درست سیو دادن بازیکنی که شات می‌شود نجات میابد او خود را فقط یک بار می‌تواند سیو بدهد اما می‌تواند به‌طور مداوم دیگران را سیو بدهد.
لئون حرفه ای:از فصل اول تا فصل سوم:از فصل اول تا فصل سوم: او دارای دو فشنگ است و می‌تواند با آن دو فشنگ به مافیا شلیک کند، اگر به مافیا (ساول گودمن و ماتادور) شلیک کند مافیا از بازی خارج می‌شود البته که به پدرخوانده شلیک بکند پدرخوانده از بازی خارج نمی‌شود اما اگر شب دیگر باز به پدرخوانده شلیک کند پدرخوانده از بازی خارج می‌شود او نیز دارای جلیقه است.
همشهری کین:از فصل اول تا فصل سوم: او یک قابلیت در طول بازی دارد، اگر او استعلام یک مافیا را بگیرد، فردای آن گرداننده بازی آن مافیا را شو می‌کند و شب آن همشهری کین با شلیک گرداننده از بازی خارج می‌شود اما اگر همشهری کین استعلام شهروند بازی را بگیرد فردای آن هیچ اتفاقی نمی‌افتد و همشهری کین در بازی می‌ماند و قابلیت او به پایان می‌رسد.
کنستانتین :از فصل اول تا فصل سوم: او نیز یک قابلیت دارد، او می‌تواند در طول بازی یک بازیکنی که از بازی خارج شده را به بازی برگرداند و این کار می‌تواند برای یک بار و برای یک بازیکن انجام دهد.
این نقش‌ها از فصل اول تا فصل سوم حضور داشتند.
ساید مستقل:
برای فصل اول: نوستراداموس: او می‌تواند دد شب معارفه بیدار شود و استعلام سه نفر را بگیرد، و عدد ۰ تا ۲ می‌بیند، او اگر عدد ۰ و ۱ ببیند می‌تواند با شهروند بازی کند و درواقع شهروند بشود همچنین می‌تواند مافیا بشود و در ساید مافیا حضور پیدا کند اما اگر عدد ۲ ببیند او باید در ساید مافیا قرار بگیرد، استعلام پدرخوانده برای او منفی است، او جلیقه دارد و هیچ وقت با شلیک از بازی خارج نمی‌شود او با رای و با حس ششم پدرخوانده از بازی خارج می‌شود.
برای فصل دوم :جک اسپارو: او هر شب طلسم خود را بر روی بازیکنی می‌گذارد ولی اگر شو بشود طلسم بر روی یک بازیکن تا آخر خواهد ماند، او با رای‌گیری خارج نمی‌شود اما شو می‌شود، با شات هم خارج نمی‌شود درصورتی این مستقل از بازی خارج می‌شود که: طلسم جک در شب یا روز کشته شود _ توسط پدرخوانده سلاخی بشود و با کارت ذهن زیبا جک را درست تشخیص بدهند و اگر شو بشود پدرخوانده نمی‌تواند آن را حس ششم کند همچنین با کارت ذهن زیبا می‌توان طلسم ثابت مانده جک را تشخیص داد در این صورت جک از بازی خارج می‌شود.

## تولید و پخش
پخش این مجموعه از روز سه‌شنبه ۲۷ آبان ۱۳۹۹ به صورت اختصاصی در شبکهٔ نمایش خانگی توسط فیلیمو آغاز شد.
| فصل           | گروه                 | روز و زمان پخش      | شروع فصل         | پایان فصل        | محدوده قسمت | سال پخش    |
| ------------- | -------------------- | ------------------- | ---------------- | ---------------- | ----------- | ---------- |
| اول           | ۱                    | سه‌شنبه‌ها            | ۲۷ آبان ۱۳۹۹     | ۱۱ آذر ۱۳۹۹      | ۱–۳         | ۱۳۹۹       |
| اول           | ۲                    | سه‌شنبه‌ها            | ۱۸ آذر ۱۳۹۹      | ۲ دی ۱۳۹۹        | ۴–۶         | ۱۳۹۹       |
| اول           | ۳                    | سه‌شنبه‌ها            | ۹ دی ۱۳۹۹        | ۲۳ دی ۱۳۹۹       | ۷–۹         | ۱۳۹۹       |
| اول           | ۴ (فینال)            | سه‌شنبه‌ها            | ۳۰ دی ۱۳۹۹       | ۱۴ بهمن ۱۳۹۹     | ۱۰–۱۲       | ۱۳۹۹       |
| دوم           | ۱                    | شنبه‌ها و یکشنبه‌ها   | ۳۰ اسفند ۱۳۹۹    | ۷ فروردین ۱۴۰۰   | ۱۳–۱۵       | ۱۳۹۹       |
| دوم           | ۲                    | شنبه‌ها و یکشنبه‌ها   | ۸ فروردین ۱۴۰۰   | ۱۵ فروردین ۱۴۰۰  | ۱۶–۱۸       | ۱۴۰۰       |
| دوم           | ۳                    | شنبه‌ها و یکشنبه‌ها   | ۲۱ فروردین ۱۴۰۰  | ۲۸ فروردین ۱۴۰۰  | ۱۹–۲۱       | ۱۴۰۰       |
| دوم           | ۴ (فینال)            | یکشنبه، شنبه و جمعه | ۲۹ فروردین ۱۴۰۰  | ۱۰ اردیبهشت ۱۴۰۰ | ۲۲–۲۴       | ۱۴۰۰       |
| دوم           | ۵ (فینال فینالیست‌ها) | جمعه‌ها              | ۱۷ اردیبهشت ۱۴۰۰ | ۳۱ اردیبهشت ۱۴۰۰ | ۲۵–۲۷       | ۱۴۰۰       |
| سوم           | ۱                    | دوشنبه‌ها            | ۲۱ تیر ۱۴۰۰      | ۴ مرداد ۱۴۰۰     | ۲۸–۳۰       | ۱۴۰۰       |
| سوم           | ۲                    | دوشنبه‌ها            | ۱۱ مرداد ۱۴۰۰    | ۲۵ مرداد ۱۴۰۰    | ۳۱–۳۳       | ۱۴۰۰       |
| سوم           | ۳                    | دوشنبه‌ها            | ۱ شهریور ۱۴۰۰    | ۱۵ شهریور ۱۴۰۰   | ۳۴–۳۶       | ۱۴۰۰       |
| سوم           | ۴ (فینال)            | دوشنبه‌ها            | ۲۹ شهریور ۱۴۰۰   | ۱۲ مهر ۱۴۰۰      | ۳۷–۳۹       | ۱۴۰۰       |
| سوم           | ۵ (فینال فینالیست‌ها) | دوشنبه‌ها            | ۱۹ مهر ۱۴۰۰      | ۲ آبان ۱۴۰۰      | ۴۰–۴۲       | ۱۴۰۰       |
| چهارم         | ۱                    | یکشنبه‌ها            | ۲۹ اسفند ۱۴۰۰    | ۱۴ فروردین ۱۴۰۱  | ۴۳–۴۵       | ۱۴۰۱       |
| چهارم         | ۲                    | یکشنبه‌ها            | ۲۱ فروردین ۱۴۰۱  | ۴ اردیبهشت ۱۴۰۱  | ۴۶–۴۸       | ۱۴۰۱       |
| چهارم         | ۳                    | سه‌شنبه‌ها            | ۱۳ اردیبهشت ۱۴۰۱ | ۲۷ اردیبهشت ۱۴۰۱ | ۴۹–۵۱       | ۱۴۰۱       |
| چهارم         | ۴ (فینال)            | سه‌شنبه‌ها            | ۱۰ خرداد ۱۴۰۱    | ۲۴ خرداد ۱۴۰۱    | ۵۲–۵۴       | ۱۴۰۱       |
| چهارم         | ۵ (فینال فینالیست‌ها) | سه‌شنبه‌ها            | ۷ تیر ۱۴۰۱       | ۲۱ تیر ۱۴۰۱      | ۵۵–۵۷       | ۱۴۰۱       |
| پنجم (زودیاک) | ۱                    | یکشنبه‌ها            | ۱۵ مرداد ۱۴۰۲    | ۲۶ شهریور ۱۴۰۲   | ۶۰–۵۸       | ۱۴۰۲       |
| پنجم (زودیاک) | ۲                    | یکشنبه‌ها            | ۲۲ مرداد ۱۴۰۲    | ۲ مهر ۱۴۰۲       | ۶۳–۶۱       | ۱۴۰۲       |
| پنجم (زودیاک) | ۳                    | یکشنبه‌ها            | ۲۹ مرداد ۱۴۰۲    | ۹ مهر ۱۴۰۲       | ۶۶–۶۴       | ۱۴۰۲       |
| پنجم (زودیاک) | ۴ (فینال)            | یکشنبه‌ها            | ۱۶ مهر ۱۴۰۲      | ۳۰ مهر ۱۴۰۲      | ۶۹–۶۷       | ۱۴۰۲       |
| ششم (زودیاک)  | ۱                    | یکشنبه‌ها            | ۲۲ بهمن ۱۴۰۲     | ۵ فروردین ۱۴۰۳   | ۷۲–۷۰       | ۱۴۰۲، ۱۴۰۳ |
| ششم (زودیاک)  | ۲                    | یکشنبه‌ها            | ۲۹ بهمن ۱۴۰۲     | ۱۲ فروردین ۱۴۰۳  | ۷۵–۷۳       | ۱۴۰۲، ۱۴۰۳ |
| ششم (زودیاک)  | ۳                    | یکشنبه‌ها            | ۶ اسفند ۱۴۰۲     | ۱۹ فروردین ۱۴۰۳  | ۷۸–۷۶       | ۱۴۰۲، ۱۴۰۳ |
| ششم (زودیاک)  | ۴ (فینال)            | یکشنبه‌ها            | ۲۶ فروردین ۱۴۰۳  | ۹ اردیبهشت ۱۴۰۳  | ۸۱–۷۹       | ۱۴۰۲، ۱۴۰۳ |
| ششم (زودیاک)  | ۵ (فینال فینالیست‌ها) | یکشنبه‌ها            | ۱۶ اردیبهشت ۱۴۰۳ | ۳۰ اردیبهشت ۱۴۰۳ | ۸۴–۸۲       | ۱۴۰۲، ۱۴۰۳ |

## موسیقی
کاوه آفاق قطعه‌ای را برای «شب‌های مافیا» خواند، که به عنوان تیتراژ پایانی فصل اول تا چهارم این مجموعه با نام شب‌های مافیا پخش شد.
در فاصله قسمت‌های ۲۳ تا ۲۷، قطعه‌ای از محمدرضا علیمردانی به عنوان تیتراژ پایانی این مجموعه پخش شد. همچنین در قسمت ۳۴ برنامه، قطعه‌ای از علیرضا طلیسچی به یاد ارشا اقدسی پخش شد. در پایان قسمت ۳۶ برنامه، محمدرضا علیمردانی قطعه ای به اسم بدلکار به یاد ارشا اقدسی خواند. کاوه آفاق قطعه‌ای جدید را برای فصل پنجم این برنامه خواند، که به عنوان تیتراژ پایانی از قسمت ۵۸ تا ۶۹ پخش شد.
| شماره | نام                                      | خواننده           | مدت  |
| ----- | ---------------------------------------- | ----------------- | ---- |
| ۱.    | «شب‌های مافیا» (تیتراژ پایانی)            | کاوه آفاق         | ۳:۱۵ |
| ۲.    | «مافیا» (تیتراژ پایانی از قسمت ۲۳ تا ۲۷) | محمدرضا علیمردانی | ۱:۴۱ |
| ۳.    | «خاطره» (به یاد ارشا اقدسی)              | علیرضا طلیسچی     | ۱:۲۷ |
| ۴.    | «بدلکار» (به یاد ارشا اقدسی)             | محمدرضا علیمردانی | ۱:۴۱ |
| ۵.    | «شب‌های مافیا زودیاک» (تیتراژ پایانی)     | کاوه آفاق         | ۲:۰۰ |